# Nhà thờ Hồi giáo

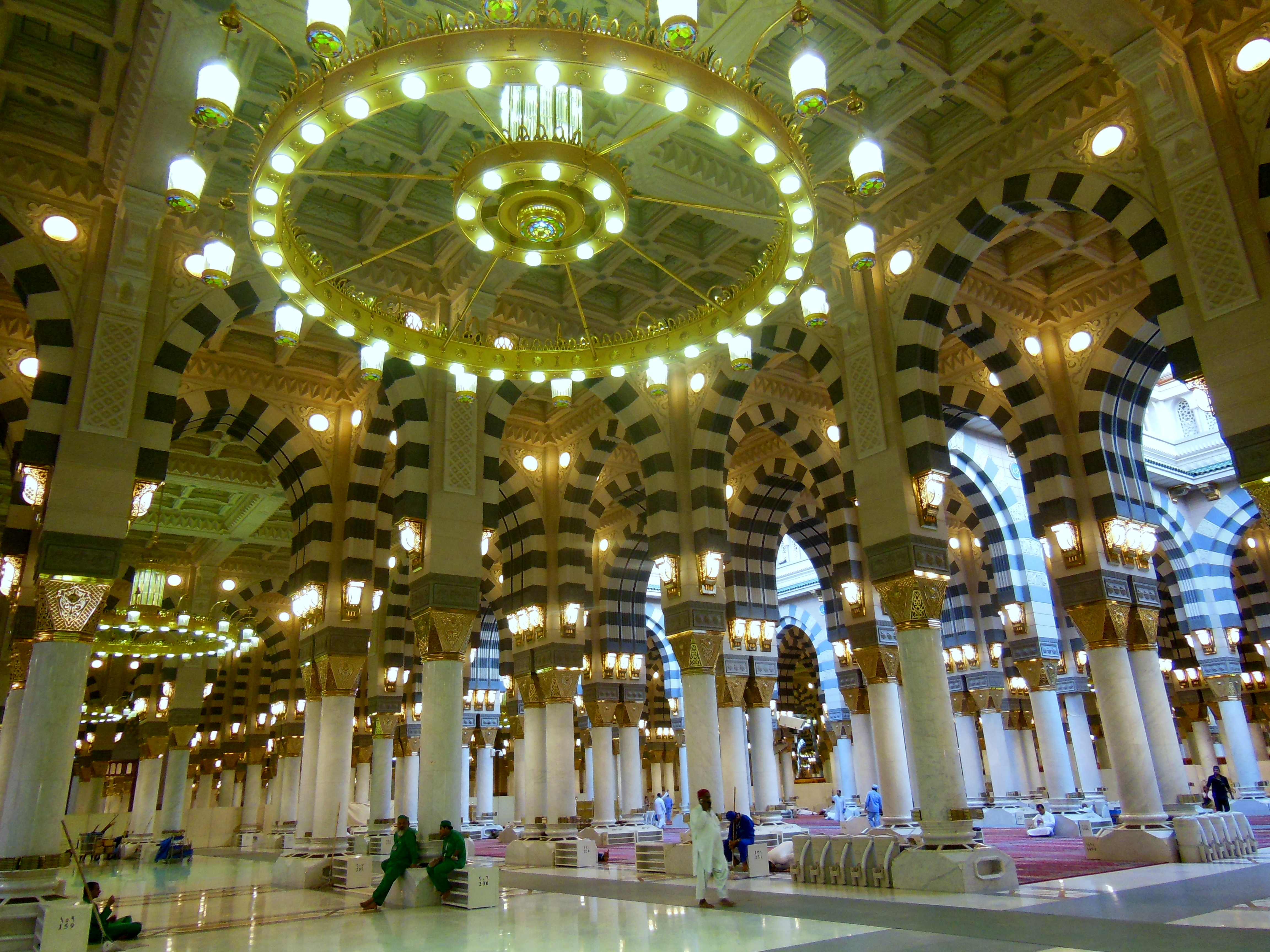
Al-Masjid an-Nabawi ở Medina, một trong những nhà thờ Hồi giáo linh thiêng nhất

Thánh đường Hồi giáo, giáo đường Hồi giáo hay nhà thờ Hồi giáo (tiếng Ả Rập: masjid مسجد — [ˈmæsdʒɪd], số nhiều: masājid, tiếng Ả Rập: مساجد — [mæˈsæːdʒɪd]; nghĩa đen là "nơi nghi lễ lễ lạy") là nơi thờ cúng của người Hồi giáo. Bất kỳ hành động thờ phượng nào tuân theo các quy tắc cầu nguyện của Hồi giáo có thể được cho là tạo ra một nhà thờ Hồi giáo, cho dù nó có diễn ra trong một tòa nhà đặc biệt hay không. Những nơi thờ cúng không chính thức và ngoài trời được gọi là musalla, trong khi các nhà thờ Hồi giáo dùng để cầu nguyện chung vào các ngày thứ Sáu được gọi là jāmiʿ . Tòa nhà thờ Hồi giáo thường chứa một ngách (cảnh mihrab ) bộ vào tường cho biết sự chỉ đạo của Mecca ( qiblah ), tắm gội cơ sở vật chất và những ngọn tháp mà từ đó các cuộc gọi đến lời cầu nguyện được ban hành. Bục giảng ( minbar ), nơi truyền tải bài giảng thứ Sáu (jumu'ah) ( khutba ), là đặc trưng của nhà thờ Hồi giáo ở trung tâm thành phố trước đây, nhưng kể từ đó đã trở nên phổ biến ở các nhà thờ Hồi giáo nhỏ hơn. Các nhà thờ Hồi giáo thường có không gian riêng biệt dành cho nam và nữ. Mô hình tổ chức cơ bản này có các hình thức khác nhau tùy thuộc vào khu vực, thời kỳ và hệ phái.
Các nhà thờ Hồi giáo thường được dùng làm địa điểm cầu nguyện, lễ chay Ramadan, dịch vụ tang lễ, lễ Sufi, hôn nhân và thỏa thuận kinh doanh, thu thập và phân phát bố thí, cũng như là nơi trú ẩn cho người vô gia cư. Trong lịch sử, các nhà thờ Hồi giáo cũng là trung tâm quan trọng của giáo dục tiểu học và đào tạo nâng cao về khoa học tôn giáo. Trong thời hiện đại, chúng vẫn giữ vai trò là nơi giảng dạy và tranh luận về tôn giáo, nhưng việc học cao hơn hiện nay thường diễn ra trong các cơ sở chuyên biệt. Tầm quan trọng đặc biệt được dành cho Nhà thờ Hồi giáo Lớn Mecca (trung tâm của hajj), Nhà thờ Hồi giáo Tiên tri ở Medina (nơi chôn cất Muhammad) và Nhà thờ Hồi giáo Al-Aqsa ở Jerusalem (được cho là nơi Muhammad lên thiên đường). Trong quá khứ, nhiều nhà thờ Hồi giáo trong thế giới Hồi giáo đã được xây dựng để chôn cất các vị thánh Sufi và các nhân vật được tôn kính khác, điều này đã biến chúng thành điểm đến hành hương nổi tiếng.
Với sự lan rộng của Hồi giáo, các nhà thờ Hồi giáo được nhân lên trên toàn thế giới Hồi giáo. Đôi khi nhà thờ và đền thờ được chuyển đổi thành nhà thờ Hồi giáo, điều này ảnh hưởng đến phong cách kiến trúc Hồi giáo. Trong khi hầu hết các nhà thờ Hồi giáo tiền hiện đại được tài trợ bởi các quỹ từ thiện, các quốc gia hiện đại trong thế giới Hồi giáo đã cố gắng đưa các nhà thờ Hồi giáo dưới sự kiểm soát của chính phủ. Sự gia tăng quy định của chính phủ đối với các nhà thờ Hồi giáo lớn đã bị chống lại bởi sự gia tăng của các nhà thờ Hồi giáo do tư nhân tài trợ thuộc nhiều đảng phái và hệ tư tưởng khác nhau, nhiều trong số đó đóng vai trò là cơ sở cho các trào lưu phục hưng Hồi giáo và hoạt động xã hội khác nhau. Các nhà thờ Hồi giáo đã đóng một số vai trò chính trị. Tỷ lệ tham dự nhà thờ Hồi giáo rất khác nhau tùy thuộc vào khu vực.

## Lịch sử

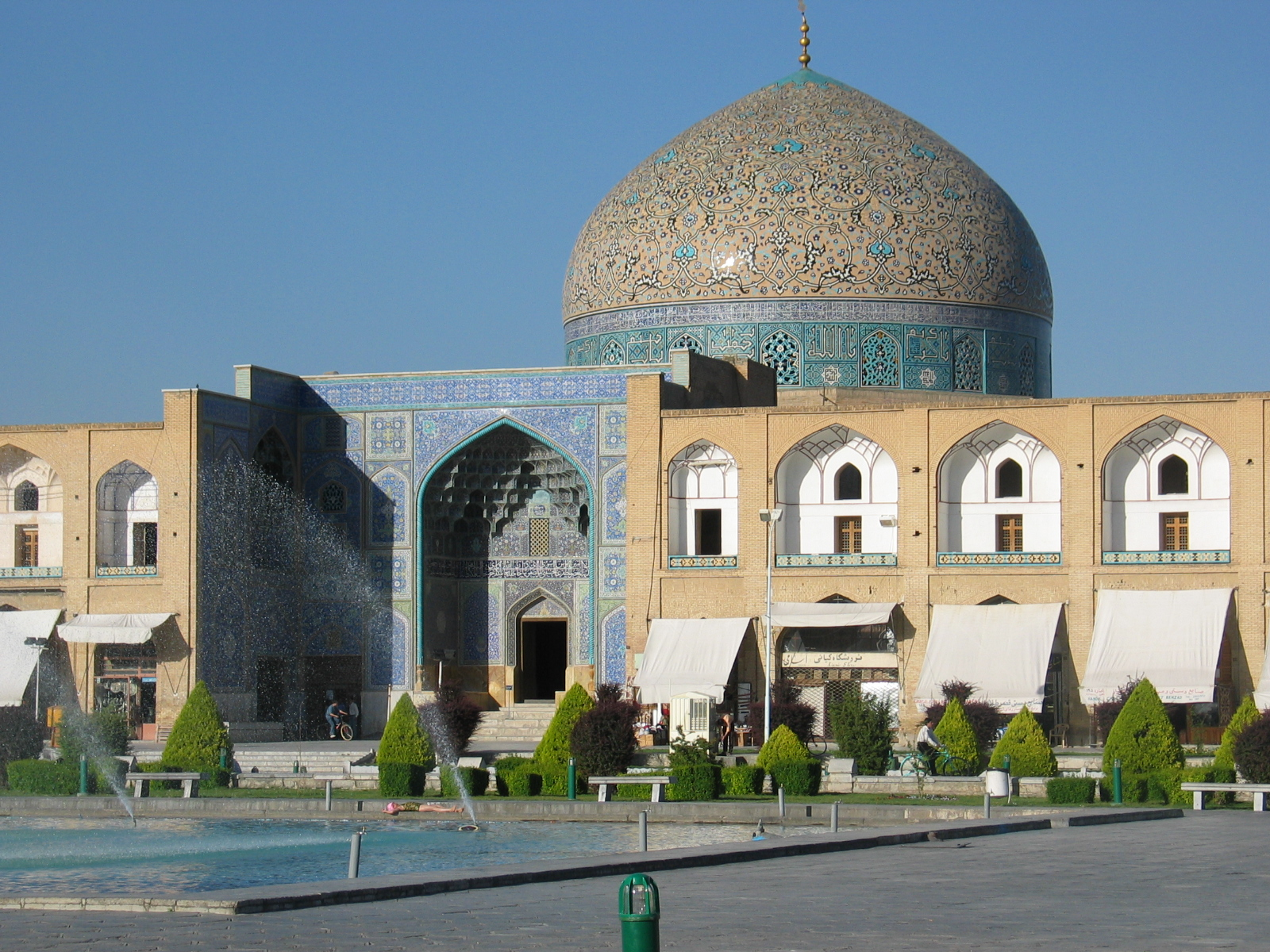
Thánh đường Hồi giáo Sheikh Lotfollah tọa lạc ở phía đông của Quảng trường Naghsh-i Jahan, Isfahan, Iran

### Ban đầu
Theo một số học giả, Hồi giáo bắt đầu trong suốt cuộc đời của Muhammad vào thế kỷ thứ 7, và các thành phần kiến trúc như nhà thờ Hồi giáo cũng vậy. Trong trường hợp này, Thánh đường Hồi giáo của Người đồng hành ở thành phố Massawa của Eritrea, hoặc Thánh đường Hồi giáo Quba ở thành phố Hejazi ở Medina (cấu trúc đầu tiên được Muhammad xây dựng khi ông di cư từ Mecca năm 622), sẽ là Thánh đường Hồi giáo đầu tiên được xây dựng trong lịch sử Hồi giáo.
Các học giả khác, đề cập đến các đoạn Kinh Qur'an, nói rằng Hồi giáo là một tôn giáo có trước Muhammad với các nhà tiên tri trước đây như Abraham. [15] Abraham trong Hồi giáo được cho là đã xây dựng Ka'bah ('Khối lập phương') ở Mecca, và do đó, thánh đường của nó, Al-Masjid Al-Haram (Thánh đường thiêng liêng), được coi là Thánh đường đầu tiên còn tồn tại. Một Hadith ở Sahih al-Bukhari tuyên bố rằng khu bảo tồn Kaaba là nhà thờ Hồi giáo đầu tiên trên Trái đất, với nhà thờ Hồi giáo thứ hai là Nhà thờ Hồi giáo Al-Aqsa ở Jerusalem, cũng liên quan đến Abraham. Từ đầu năm 638 sau Công nguyên, Nhà thờ Hồi giáo thiêng liêng Mecca đã được mở rộng nhiều lần để đáp ứng số lượng người Hồi giáo sống trong khu vực hoặc thực hiện cuộc hành hương hàng năm được gọi là Hajj đến thành phố.
Dù bằng cách nào, sau Nhà thờ Hồi giáo Quba, Muhammad tiếp tục thành lập một nhà thờ Hồi giáo khác ở Medina, ngày nay được gọi là Al-Masjid an-Nabawi (Thánh đường Hồi giáo của Nhà tiên tri). Được xây dựng trên địa điểm của nhà mình, Muhammad đã tham gia xây dựng nhà thờ Hồi giáo và giúp người tiên phong đưa khái niệm nhà thờ Hồi giáo trở thành tâm điểm của thành phố Hồi giáo. Nhà thờ Hồi giáo Tiên tri đã giới thiệu một số tính năng vẫn còn phổ biến trong các nhà thờ Hồi giáo ngày nay, bao gồm cả hốc ở phía trước của không gian cầu nguyện được gọi là mihrab và bục giảng được gọi là minbar. Nhà thờ Hồi giáo cũng được xây dựng với một khoảng sân rộng, một mô típ phổ biến của các nhà thờ Hồi giáo được xây dựng kể từ đó.

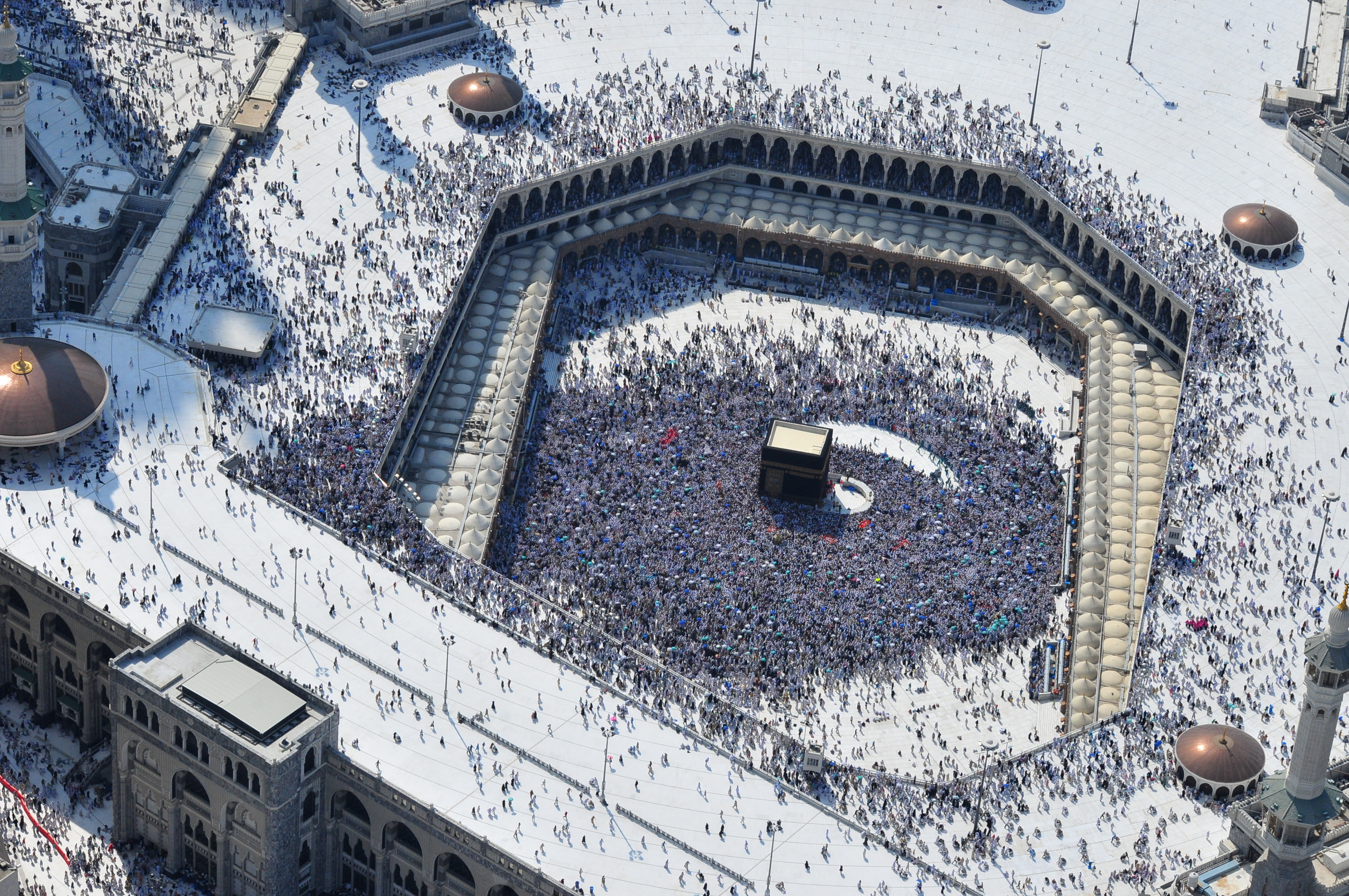
Không ảnh chụp năm 2010 của nhà thờ Hồi giáo lớn nhất thế giới, Nhà thờ Hồi giáo thiêng liêng ( Al-Masjid Al-arām ) ở Mecca, Hejaz, Ả Rập Saudi ngày nay, với Kaaba ở trung tâm
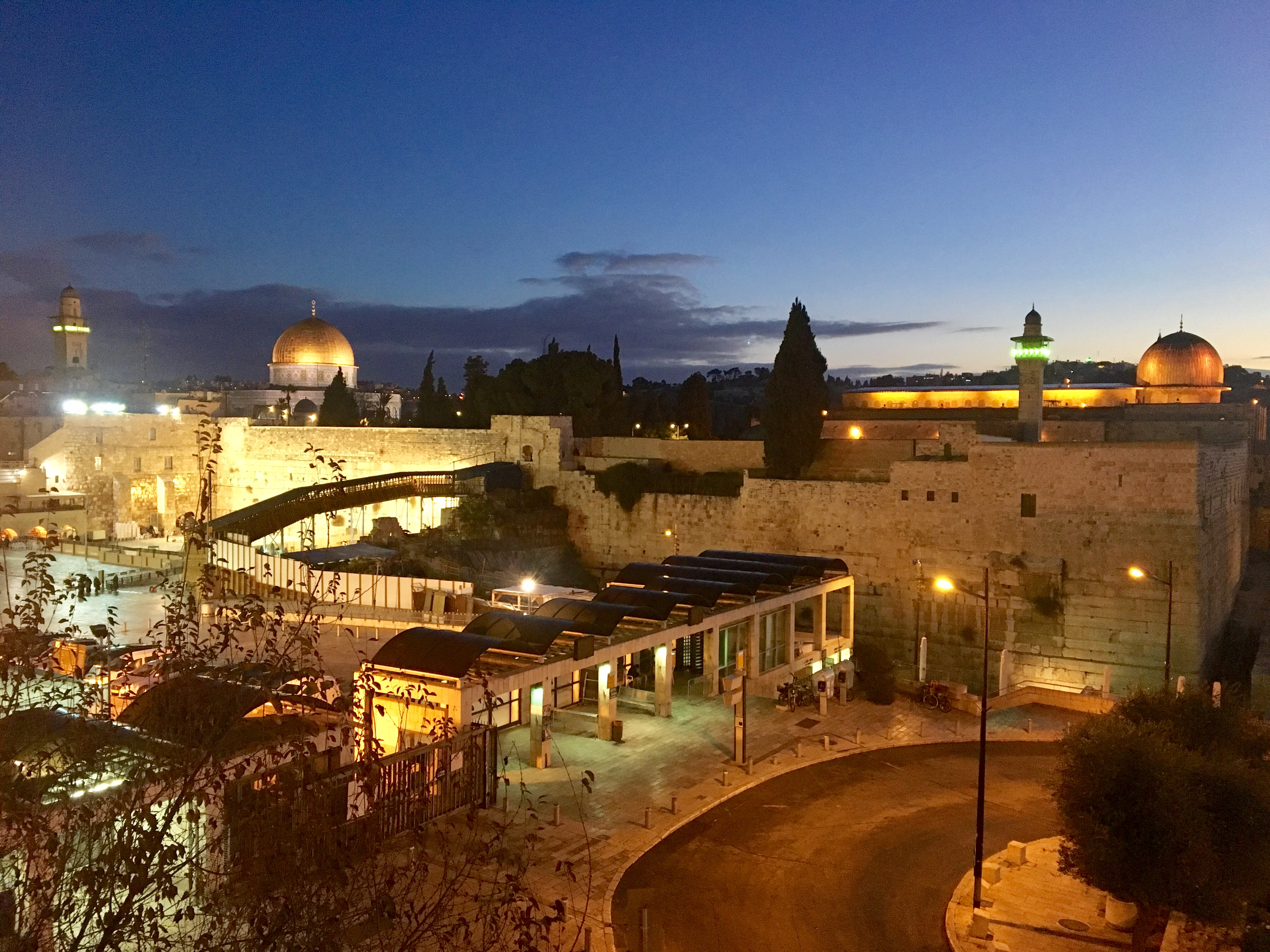
Núi Đền ở Thành phố cổ của Jerusalem ở Bờ Tây, Shaam, với Mái vòm đá ( Qubbat As-Sakhrah ) ở bên trái và Nhà thờ Hồi giáo Al-Aqsa ở bên phải
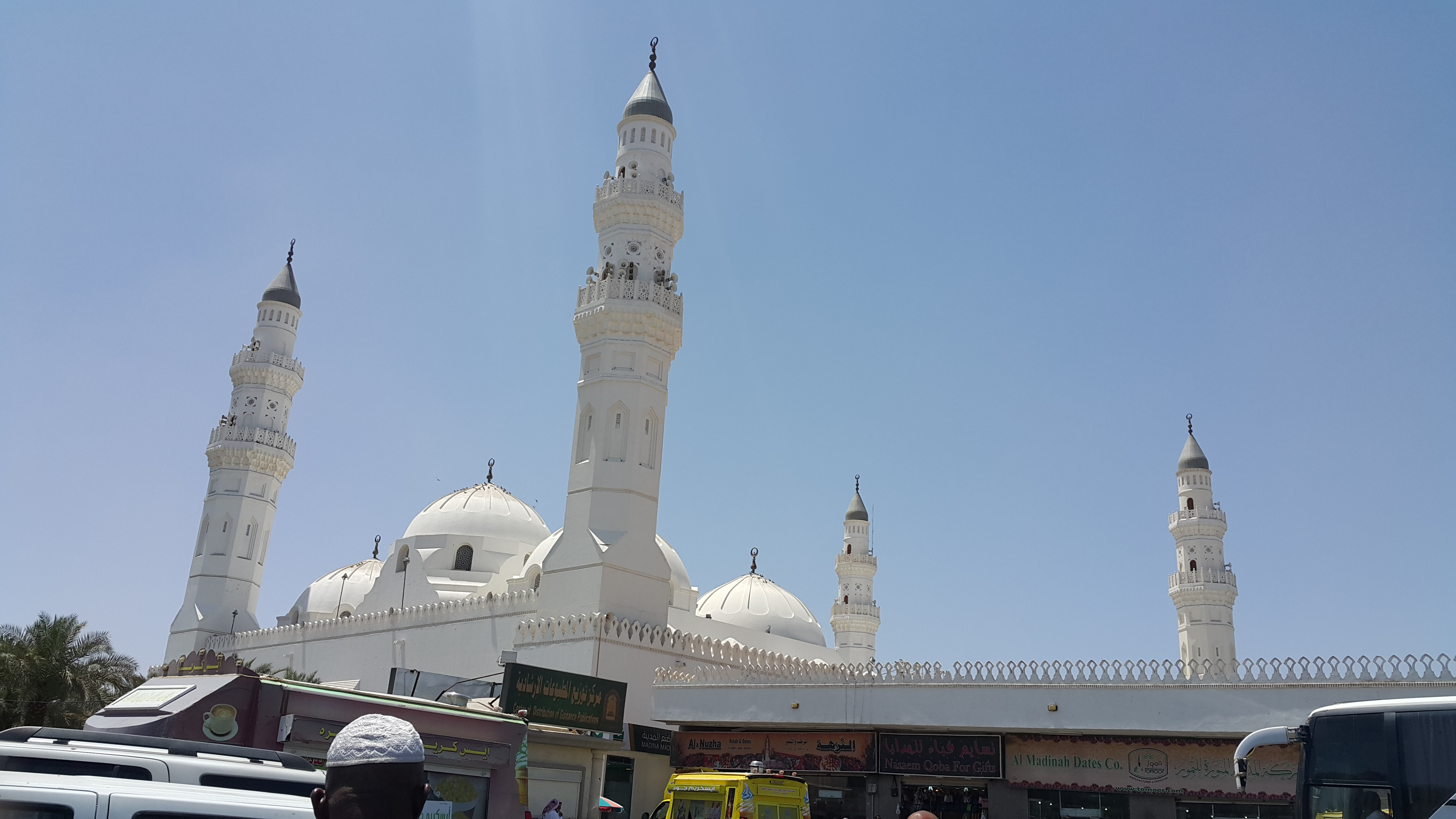
Nhà thờ Hồi giáo Quba ở Medina, Hejaz, Ả RậpNhà thờ Hồi giáo Quba ở Medina, Hejaz, Ả Rập
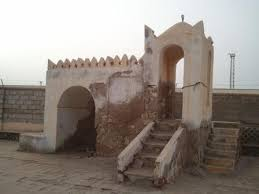
Nhà thờ Hồi giáo của Người đồng hành ( Masjid As-Sahabah ) ở Massawa, Eritrea, vùng Sừng châu Phi
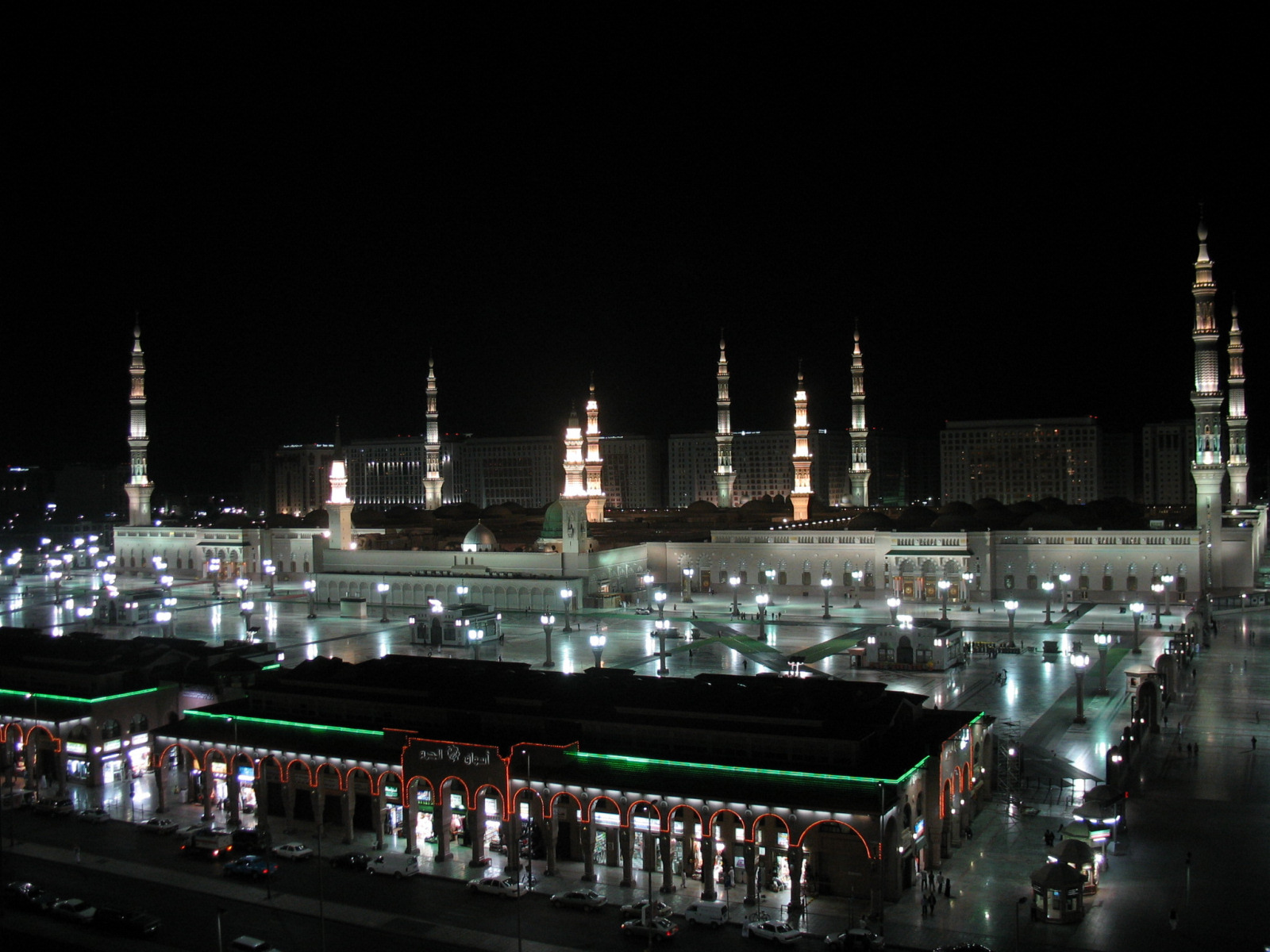
Al-Masjid an-Nabawi  (Nhà thờ Hồi giáo của Nhà tiên tri) ở Medina
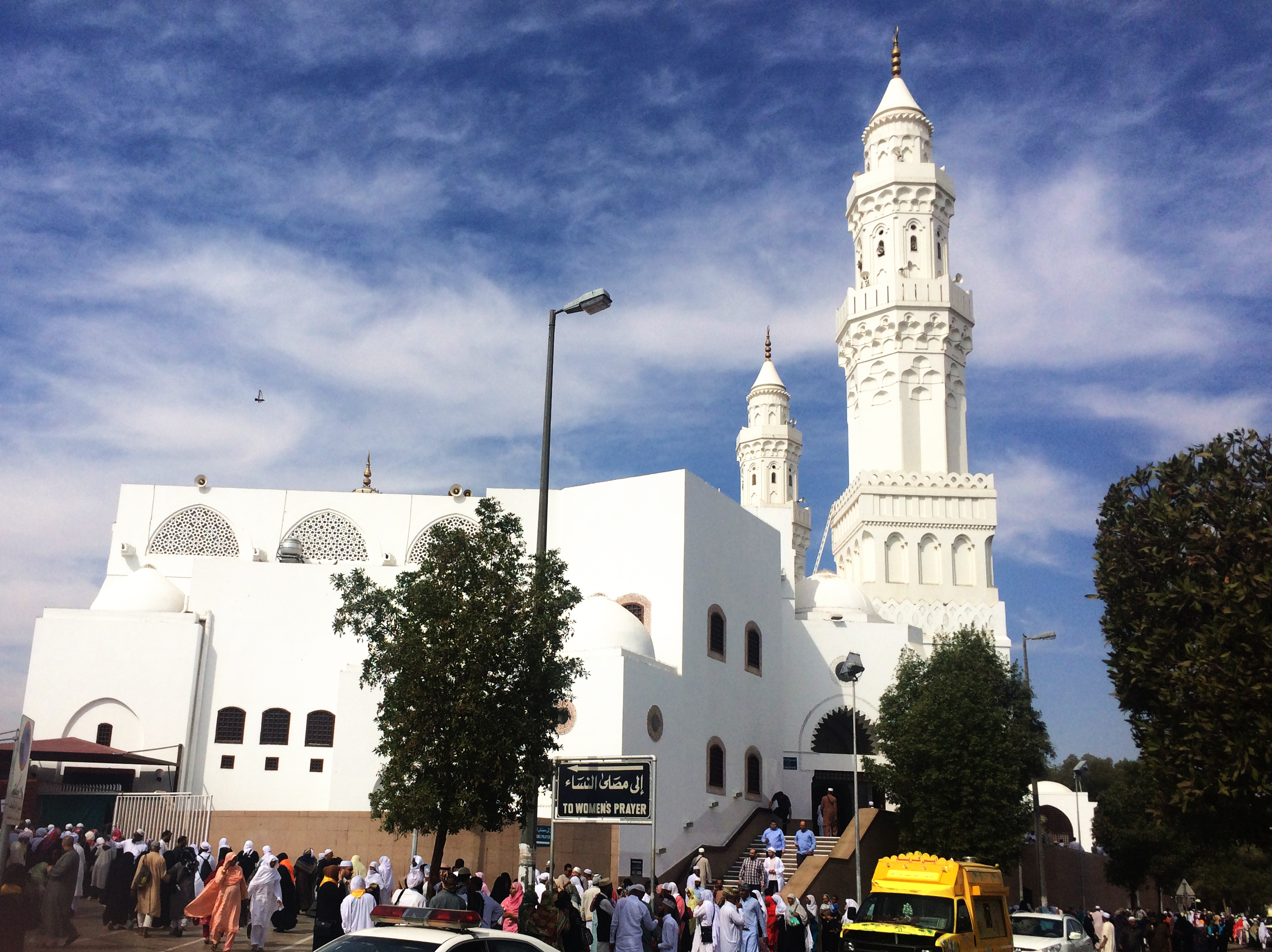
Masjid al-Qiblatayn  (Nhà thờ Hồi giáo của hai Qiblah) ở Medina

### Phổ biến và phát triển

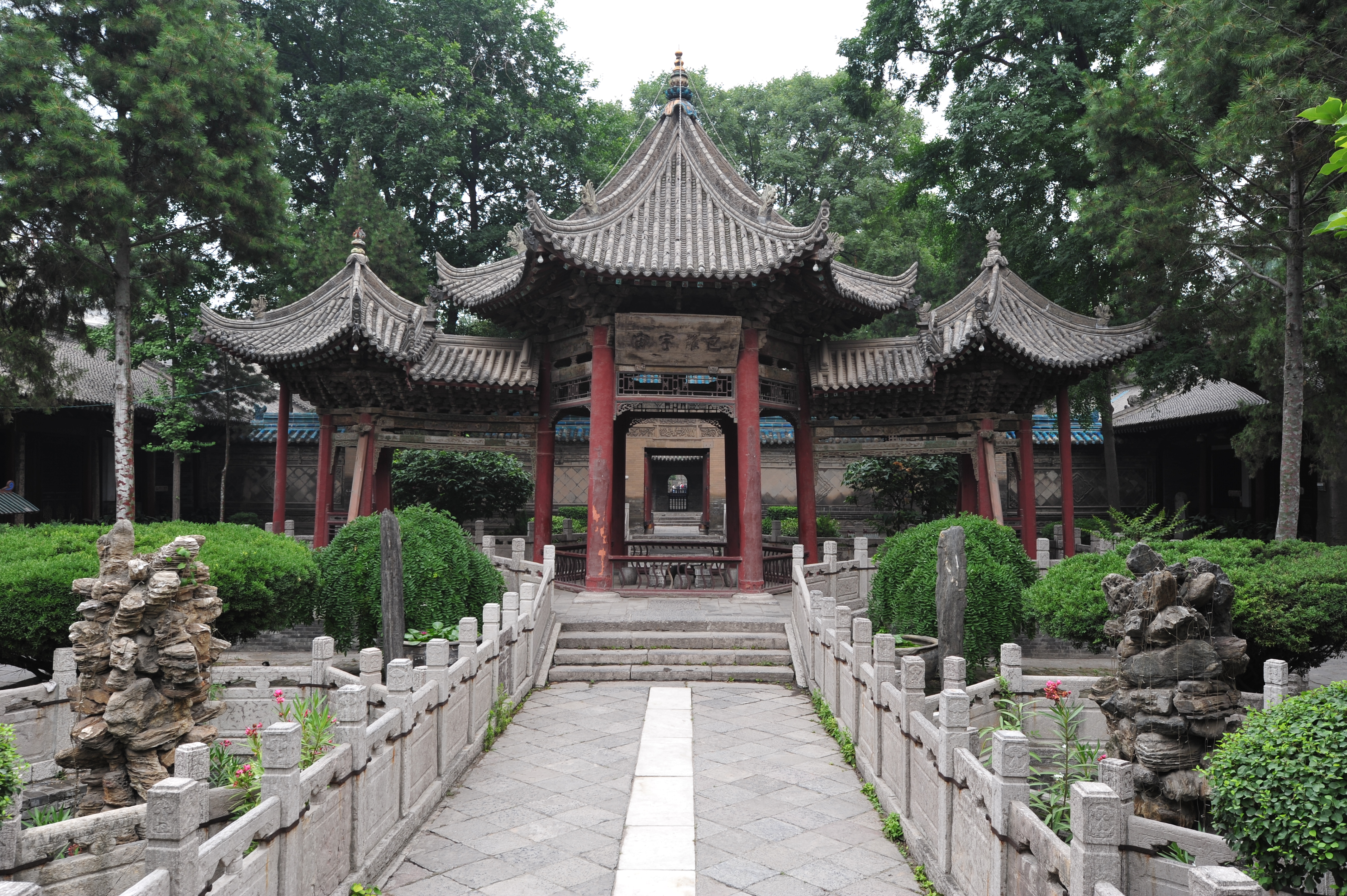
Đại Thánh đường Tây An kết hợp các yếu tố truyền thống của kiến trúc Trung Quốc

Các Thánh đường Hồi giáo được xây dựng ở Iraq và Bắc Phi vào cuối thế kỷ thứ VII khi Hồi giáo lan rộng ra ngoài bán đảo Ả Rập với những Khalifah đầu tiên. Đền Imam Husayn ở Karbala được cho là một trong những nhà thờ Hồi giáo lâu đời nhất ở Iraq, mặc dù hình thức hiện tại của nó, tiêu biểu cho kiến trúc Ba Tư, chỉ quay trở lại từ thế kỷ thứ 11. Đền thờ, trong khi vẫn hoạt động như một nhà thờ Hồi giáo, vẫn là một trong số những địa điểm linh thiêng nhất dành cho người Hồi giáo Shia, vì nó tôn vinh cái chết của imam Shia thứ ba và cháu trai của Muhammad, Hussein ibn Ali. Nhà thờ Hồi giáo Amr ibn al-As được cho là nhà thờ Hồi giáo đầu tiên ở Ai Cập, phục vụ như một trung tâm tôn giáo và xã hội của Fustat (Cairo ngày nay) trong thời kỳ hoàng kim. Tuy nhiên, giống như đền Imam Husayn, cấu trúc ban đầu của nó vẫn không có gì. Với Khalifah Fatimid Shia sau này, các nhà thờ Hồi giáo trên khắp Ai Cập đã phát triển để bao gồm các trường học (được gọi là madrasa), bệnh viện và lăng mộ.
Đại Thánh đường Kairouan ở Tunisia ngày nay được cho là nhà thờ Hồi giáo đầu tiên được xây dựng ở tây bắc châu Phi, với hình thức hiện tại (có từ thế kỷ thứ 9) được xem là hình mẫu cho các nơi thờ cúng Hồi giáo khác ở Maghreb. Đó là nơi đầu tiên kết hợp một tháp hình vuông (trái ngược với tháp hình tròn phổ biến hơn) và có các gian giữa của giáo đường gần giống với một vương cung thánh đường. Những đặc điểm này cũng có thể được tìm thấy ở các Thánh đường Andalucia, bao gồm Đại Thánh đường Cordoba, khi chúng có xu hướng phản ánh kiến trúc của người Moor thay vì tổ tiên Visigoth của họ. Tuy nhiên, một số yếu tố của kiến trúc Visigothic, như vòm móng ngựa, đã được truyền vào kiến trúc nhà thờ Hồi giáo của Tây Ban Nha và Maghreb.
Nhà thờ Hồi giáo đầu tiên ở Đông Á được ghi nhận là thành lập vào thế kỷ thứ 8 tại Tây An. Tuy nhiên, Đại Thánh đường Tây An, có tòa nhà hiện tại có từ thế kỷ 18, không sao chép các kiểu mẫu thường được liên kết với các nhà thờ Hồi giáo ở nơi khác. Tháp ban đầu bị nhà nước cấm. Theo kiến trúc truyền thống của Trung Quốc, Đại Thánh đường Tây An, giống như nhiều nhà thờ Hồi giáo khác ở miền đông Trung Quốc, giống như một ngôi chùa, với mái nhà màu xanh lá cây thay vì mái màu vàng phổ biến trên các cấu trúc của hoàng tộc ở Trung Quốc. Nhà thờ Hồi giáo ở miền tây Trung Quốc có nhiều khả năng kết hợp các yếu tố, như mái vòm và tháp, theo truyền thống được thấy ở các nhà thờ Hồi giáo ở nơi khác.

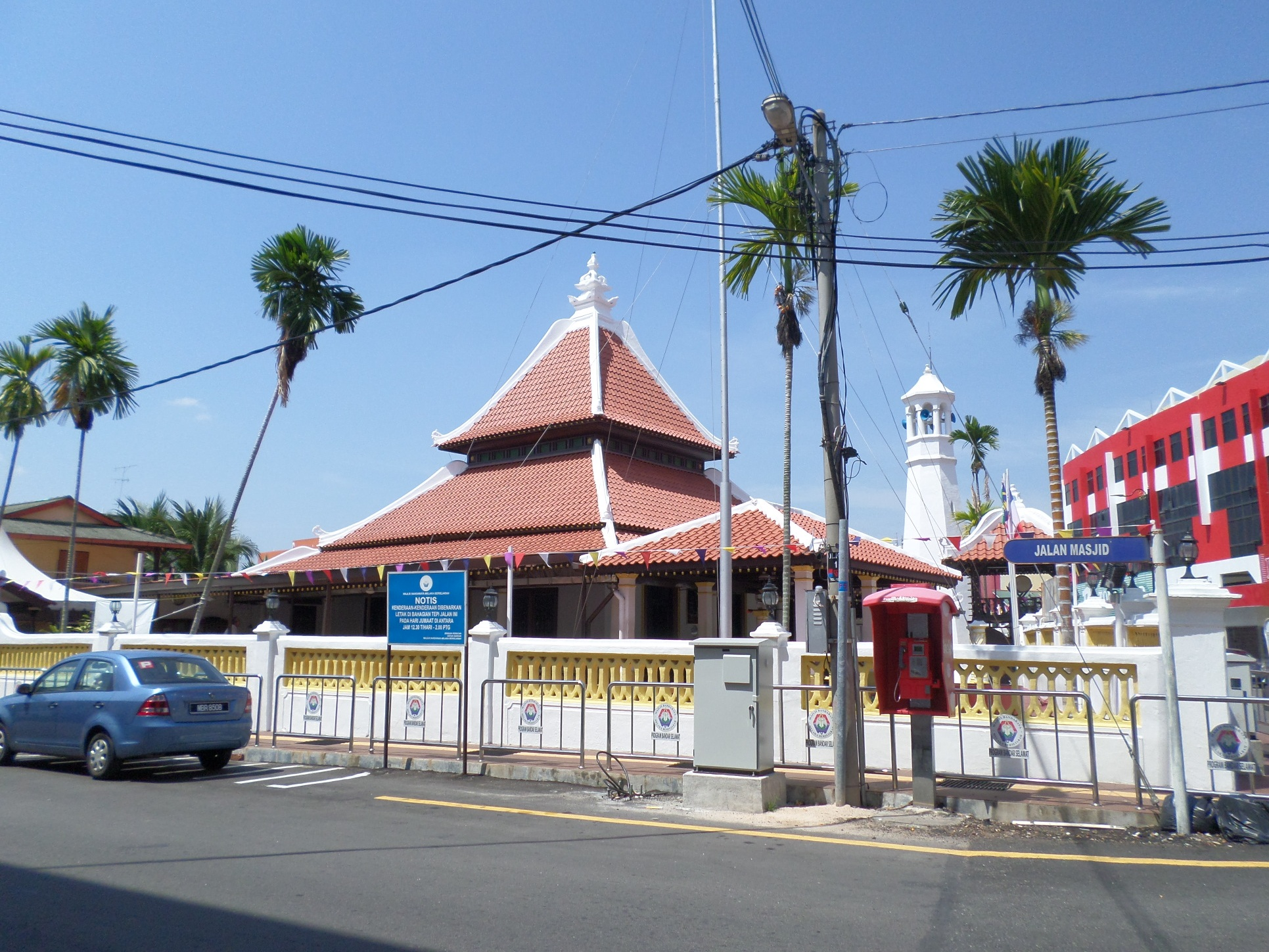
Thánh đường Kampung Hulu, nhà thờ Hồi giáo lâu đời nhất ở Malaysia, chịu ảnh hưởng của kiến trúc Malay, Trung Quốc và Ấn Độ giáo

Một sự tích hợp tương tự của các ảnh hưởng nước ngoài và địa phương có thể được nhìn thấy trên các đảo Sumatra và Java của Indonesia, nơi các nhà thờ Hồi giáo như Đại Thánh đường Demak, được thành lập lần đầu tiên vào thế kỷ 15. [32] Các nhà thờ Hồi giáo Java đầu tiên đã lấy dấu hiệu thiết kế từ ảnh hưởng kiến trúc của Ấn Độ giáo, Phật giáo và Trung Quốc, với gỗ cao, mái nhiều tầng tương tự như các đền thờ Hindu của người Bali; mái vòm Hồi giáo có mặt khắp nơi không xuất hiện ở Indonesia cho đến thế kỷ 19. [31] [33] Đổi lại, phong cách Java ảnh hưởng đến phong cách của các nhà thờ Hồi giáo ở các nước láng giềng Nam Đảo của Indonesia, Malaysia, Brunei và Philippines. [32]

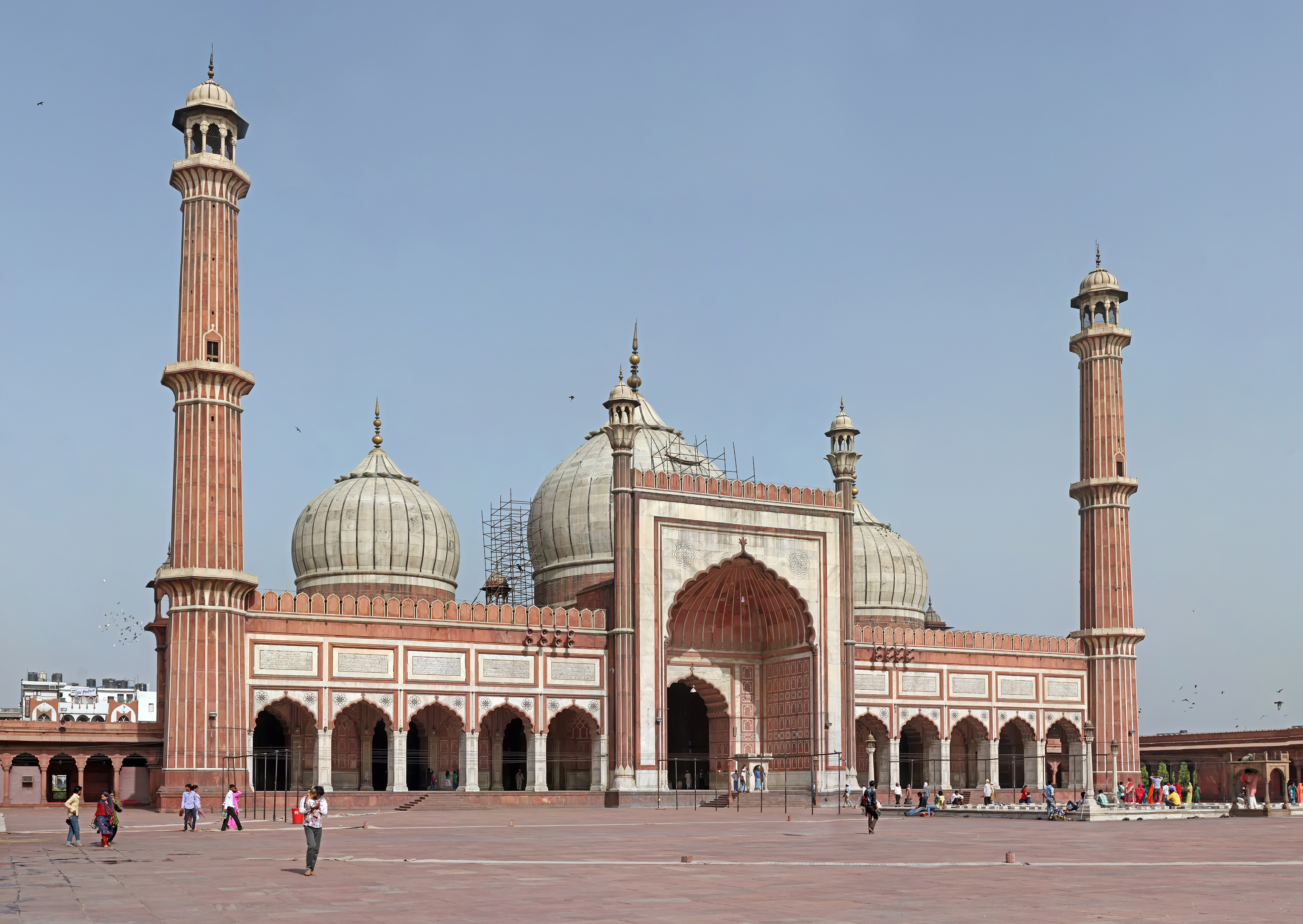
Jama Masjid ở Delhi là nhà thờ Hồi giáo lớn nhất Ấn Độ và là một hình mẫu cổ điển về phong cách kiến trúc Mughal

Các đế chế Hồi giáo là công cụ trong quá trình phát triển và truyền bá các nhà thờ Hồi giáo. Mặc dù các nhà thờ Hồi giáo được thành lập lần đầu tiên ở Ấn Độ trong thế kỷ thứ 7, nhưng chúng không phổ biến trên khắp tiểu lục địa cho đến khi người Mughal xuất hiện vào thế kỷ 16 và 17. Phản ánh nguồn gốc Timurid của họ, nhà thờ Hồi giáo kiểu Mughal bao gồm mái vòm hành tây, vòm hình cung nhọn và ngọn tháp hình tròn phức tạp, đặc trưng phổ biến trong phong cách Ba Tư và Trung Á. Jama Masjid ở Delhi và Nhà thờ Hồi giáo Badshahi ở Lahore được xây dựng theo cách tương tự vào giữa thế kỷ 17, vẫn là hai trong số những nhà thờ Hồi giáo lớn nhất trên tiểu lục địa Ấn Độ.
Umayyad Caliphate đặc biệt là công cụ truyền bá đạo Hồi và thành lập các nhà thờ Hồi giáo ở Levant, vì các Umayyad được xây dựng trong số các nhà thờ Hồi giáo được tôn kính nhất trong khu vực - Nhà thờ Hồi giáo Al-Aqsa và Mái vòm đá ở Jerusalem và Nhà thờ Hồi giáo Umayyad ở Damascus. Các thiết kế của Mái vòm đá và Nhà thờ Hồi giáo Umayyad chịu ảnh hưởng của kiến trúc Byzantine, một xu hướng tiếp tục với sự trỗi dậy của Đế quốc Ottoman.
Một số nhà thờ Hồi giáo đầu tiên ở Đế quốc Ottoman ban đầu là nhà thờ hoặc nhà thờ từ Đế quốc Byzantine, như Hagia Sophia (một trong những nhà thờ được chuyển đổi) báo hiệu kiến trúc của nhà thờ Hồi giáo sau cuộc chinh phạt Constantinople của Ottoman. Tuy nhiên, người Ottoman đã phát triển phong cách kiến trúc của riêng họ, đặc trưng bởi các nhà tròn lớn ở trung tâm (đôi khi được bao quanh bởi nhiều mái vòm nhỏ hơn), các tháp hình bút chì và mặt tiền mở.
Nhà thờ Hồi giáo từ thời Ottoman vẫn còn rải rác khắp Đông Âu, nhưng sự tăng trưởng nhanh nhất về số lượng nhà thờ Hồi giáo ở châu Âu đã xảy ra trong thế kỷ vừa qua khi nhiều người Hồi giáo đã di cư đến lục địa. Nhiều thành phố lớn của châu Âu là quê hương của các nhà thờ Hồi giáo, như Nhà thờ Hồi giáo Paris ở Paris, kết hợp mái vòm, tháp và các đặc điểm khác thường được tìm thấy với nhà thờ Hồi giáo ở các quốc gia đa số Hồi giáo. Nhà thờ Hồi giáo đầu tiên ở Bắc Mỹ được thành lập bởi người Mỹ gốc Albania vào năm 1915, nhưng nhà thờ Hồi giáo lâu đời nhất còn sót lại của lục địa, Nhà thờ Hồi giáo Mẹ của Mỹ, được xây dựng vào năm 1934. Như ở châu Âu, số lượng nhà thờ Hồi giáo Mỹ đã tăng nhanh trong những thập kỷ gần đây khi những người nhập cư Hồi giáo, đặc biệt là từ Nam Á, đã đến Hoa Kỳ. Hơn bốn mươi phần trăm nhà thờ Hồi giáo ở Hoa Kỳ được xây dựng sau năm 2000.

### Chuyển đổi nơi thờ cúng phi Hồi giáo

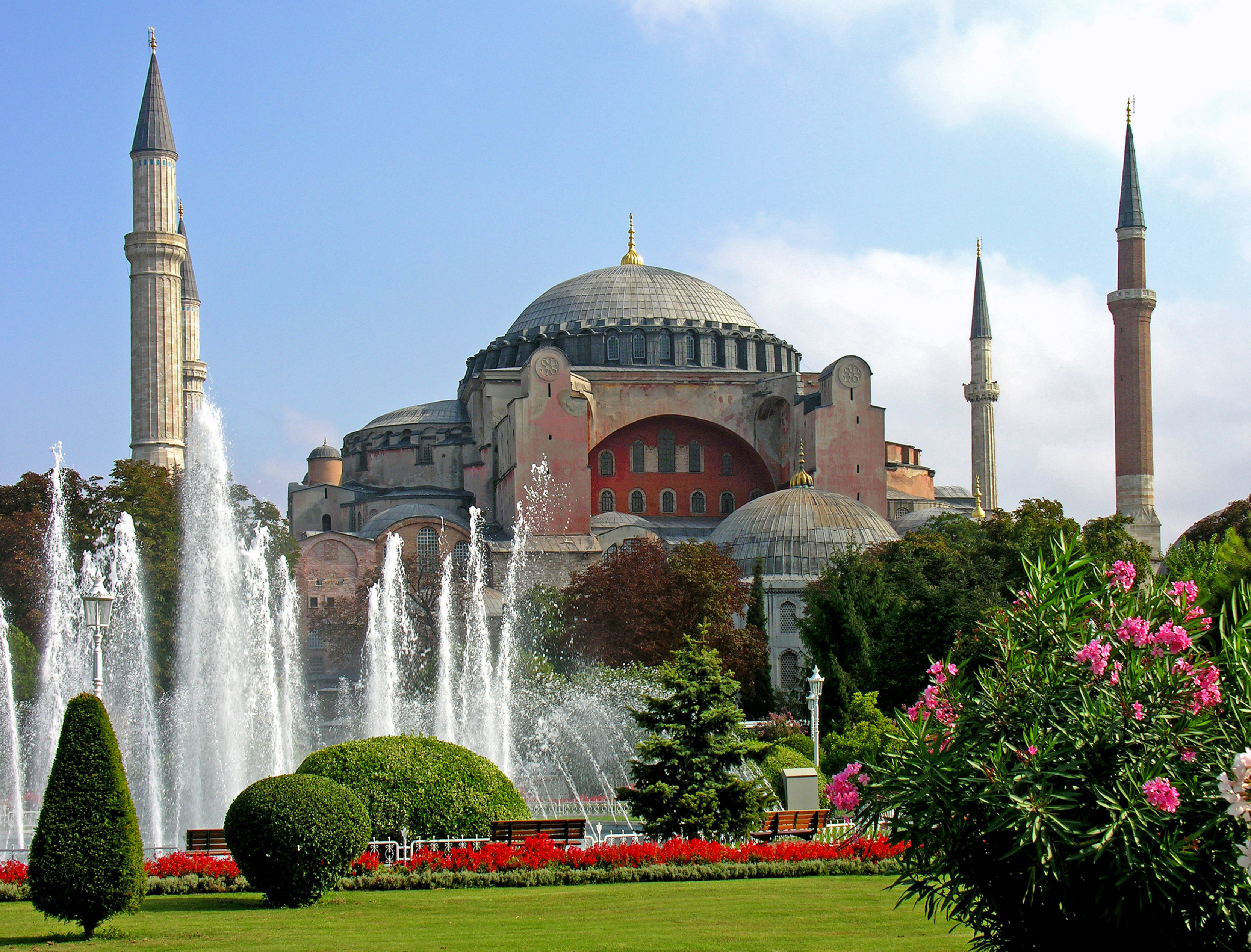
Hagia Sophia ở Istanbul, Thổ Nhĩ Kỳ đã được chuyển đổi thành nhà thờ Hồi giáo sau cuộc chinh phạt Constantinople của Ottoman năm 1453

Theo các nhà sử học Hồi giáo đầu tiên, các thị trấn đầu hàng mà không kháng cự và thực hiện các hiệp ước với người Hồi giáo được phép giữ lại nhà thờ của họ và các thị trấn bị Hồi giáo chiếm giữ có nhiều nhà thờ của họ được chuyển đổi thành nhà thờ Hồi giáo. Một trong những ví dụ sớm nhất về các loại chuyển đổi này là ở Damascus, Syria, nơi vào năm 705 khalip nhà Omeyyad Al-Walid đã chiếm nhà thờ St. John từ các Kitô hữu và đã xây dựng lại thành một nhà thờ Hồi giáo để đổi lấy việc xây dựng một số nhà thờ mới cho các Kitô hữu ở Damascus. Abd al-Malik ibn Marwan (cha của Al-Waleed) được cho là đã biến 10 nhà thờ ở Damascus thành nhà thờ Hồi giáo.
Quá trình biến nhà thờ thành nhà thờ Hồi giáo đặc biệt tập trung tại các ngôi làng nơi phần lớn cư dân cải sang đạo Hồi. caliph nhà Abbas al-Ma'mun đã biến nhiều nhà thờ thành nhà thờ Hồi giáo. Người Thổ Nhĩ Kỳ Ottoman đã chuyển đổi gần như tất cả các nhà thờ, tu viện và nhà nguyện ở Constantinople bao gồm cả Hagia Sophia nổi tiếng thành nhà thờ Hồi giáo ngay sau khi chiếm được thành phố vào năm 1453. Trong một số trường hợp, các nhà thờ Hồi giáo đã được thiết lập trên các địa điểm của các thánh đường của người Do Thái hoặc Kitô giáo liên quan đến các nhân vật Kinh Thánh cũng được Hồi giáo công nhận.
Các nhà thờ Hồi giáo cũng đã được chuyển đổi bởi các tôn giáo khác, đáng chú ý là ở miền nam Tây Ban Nha, sau cuộc chinh phạt của người Moor vào năm 1492. Nổi bật nhất trong số đó là Đại giáo đường Cordoba, được xây dựng trên địa điểm của một nhà thờ bị phá hủy trong thời kỳ Hồi giáo cai trị. Bên ngoài bán đảo Iberia, những trường hợp tương tự cũng xảy ra ở đông nam châu Âu khi các khu vực không còn nằm dưới sự cai trị của người Hồi giáo.

## Chức năng tôn giáo
Masjid jāmiʿ  (tiếng Ả Rập: مَسْجِد جَامِع), một nhà thờ Hồi giáo trung tâm, có thể đóng một vai trò trong các hoạt động tôn giáo như giảng dạy Kinh Qur'an và giáo dục các imam tương lai.}}

### Cầu nguyện
Có hai ngày lễ (Eid) trong lịch Hồi giáo: ʿĪd al-Fiṭr và ʿĪd al-Aḍḥā, trong đó có những buổi cầu kinh đặc biệt được tổ chức tại các nhà thờ Hồi giáo vào buổi sáng. Những buổi cầu kinh Eid này được cho là sẽ được cung cấp trong các nhóm lớn, và vì vậy, trong trường hợp không có Eidgah ngoài trời, một nhà thờ Hồi giáo lớn sẽ thường tổ chức chúng cho các giáo dân của họ cũng như các giáo sĩ của các nhà thờ Hồi giáo địa phương nhỏ hơn. Một số nhà thờ Hồi giáo thậm chí sẽ thuê các trung tâm hội nghị hoặc các tòa nhà công cộng lớn khác để một số lượng lớn người Hồi giáo tham dự. Các thánh đường Hồi giáo, đặc biệt là những thánh đường ở các quốc gia mà người Hồi giáo chiếm đa số, cũng sẽ tổ chức những buổi cầu nguyện Eid bên ngoài ở sân trong, quảng trường thị trấn hoặc ở ngoại ô thị trấn ở Eidgah.

### Ramadan

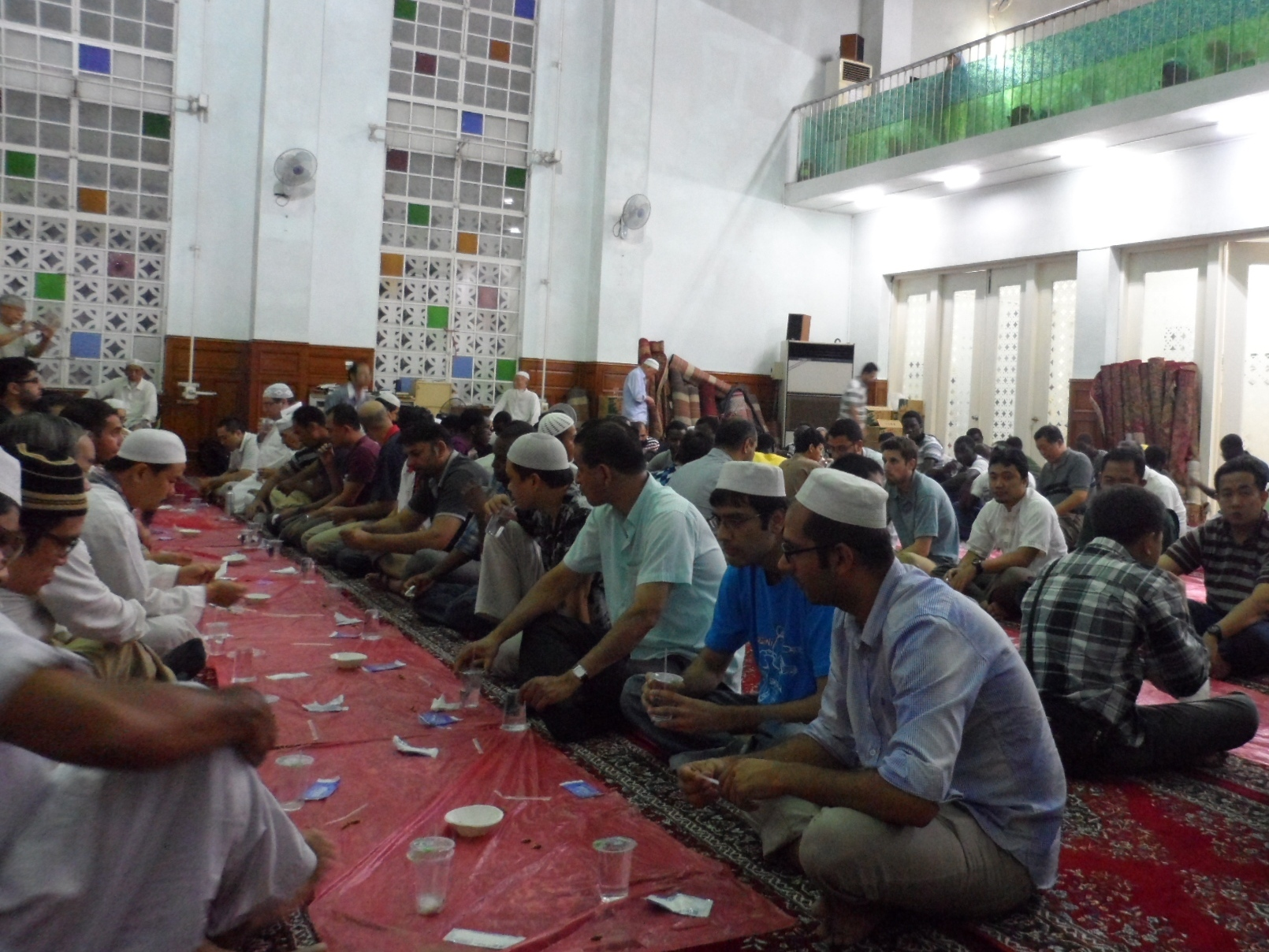
Bữa ăn Iftar (xả chay) tại Đại giáo đường Đài Bắc, Đài Loan trong dịp Ramadan

Tháng linh thiêng nhất của đạo Hồi, Ramaḍān, được quan sát qua nhiều sự kiện. Vì người Hồi giáo phải ăn chay vào ban ngày trong tháng Ramadan, các nhà thờ Hồi giáo sẽ tổ chức bữa tối Ifṭār sau khi mặt trời lặn và cầu nguyện lần thứ tư trong ngày - buổi cầu nguyện Maghrib. Thực phẩm được cung cấp, ít nhất là một phần, bởi các thành viên của cộng đồng, do đó tạo ra bữa tối potluck hàng ngày. Do sự đóng góp của cộng đồng cần thiết để phục vụ bữa tối iftar, nhà thờ Hồi giáo với các hội thánh nhỏ hơn có thể không thể tổ chức bữa tối iftar hàng ngày. Một số nhà thờ Hồi giáo cũng sẽ tổ chức các bữa ăn Suḥūr trước bình minh cho các giáo dân tham dự buổi cầu nguyện đầu tiên trong ngày - buổi cầu nguyện Fajr. Như với bữa tối iftar, các hội viên thường cung cấp thức ăn cho Suḥūr, mặc dù các nhà thờ Hồi giáo có thể cung cấp thức ăn thay thế. Các nhà thờ Hồi giáo thường sẽ mời các thành viên nghèo hơn trong cộng đồng Hồi giáo cùng chia sẻ và bắt đầu chiến đấu, vì việc bố thí trong tháng Ramadan theo đạo Hồi được coi là hành vi đặc biệt vinh dự.

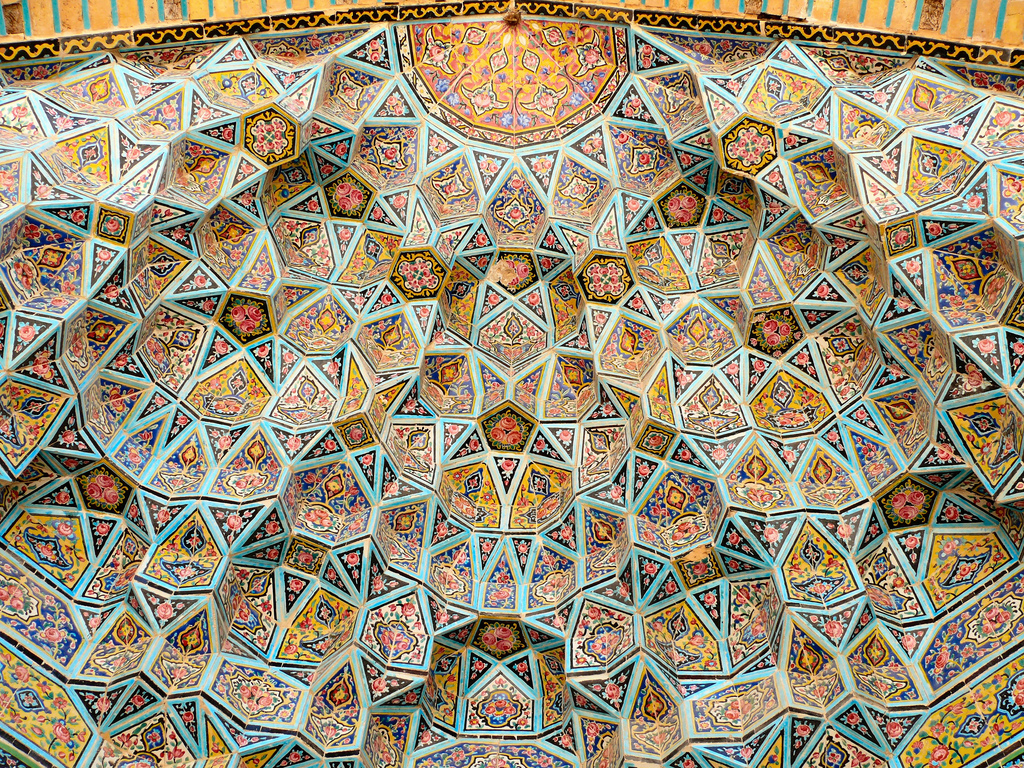
Trần vòm của Nhà thờ Hồi giáo Nasir al-Mulk tại Shiraz, Iran

Sau các buổi cầu nguyện bắt buộc hàng ngày cuối cùng (những buổi cầu nguyện ʿIshāʾ đặc biệt, Tarāwīḥ tùy chọn sẽ có trong các nhà thờ Hồi giáo lớn hơn. Trong mỗi đêm cầu nguyện có thể kéo dài đến hai giờ mỗi đêm, thường là một thành viên của cộng đồng đã ghi nhớ toàn bộ Kinh Qur'an (Hafiz) sẽ đọc thuộc một phần của cuốn sách. Đôi khi, một số người như vậy (không nhất thiết là cộng đồng địa phương) thay phiên nhau làm điều này. Trong mười ngày cuối tháng Ramadan, các nhà thờ Hồi giáo lớn hơn sẽ tổ chức các chương trình thâu đêm Laylat al-Qadr, đêm mà người Hồi giáo tin rằng Muhammad lần đầu tiên nhận được những điều mặc khải trong Kinh Qur'an. Vào đêm đó, giữa hoàng hôn và bình minh, các nhà thờ Hồi giáo sử dụng các diễn giả để giáo dục các giáo dân tham dự về đạo Hồi. Nhà thờ Hồi giáo hoặc cộng đồng thường cung cấp bữa ăn định kỳ suốt đêm.
Trong mười ngày cuối tháng Ramadan, các nhà thờ Hồi giáo lớn hơn trong cộng đồng Hồi giáo sẽ tổ chức Iʿtikāf, một hoạt động mà ít nhất một người đàn ông Hồi giáo trong cộng đồng phải tham gia. Người Hồi giáo biểu diễn itikaf được yêu cầu ở lại nhà thờ Hồi giáo trong mười ngày liên tiếp, thường là trong việc thờ cúng hoặc tìm hiểu về đạo Hồi. Do đó, phần còn lại của cộng đồng Hồi giáo có trách nhiệm cung cấp cho người tham gia thực phẩm, đồ uống và bất cứ thứ gì họ cần trong thời gian lưu trú.

### Bố thí

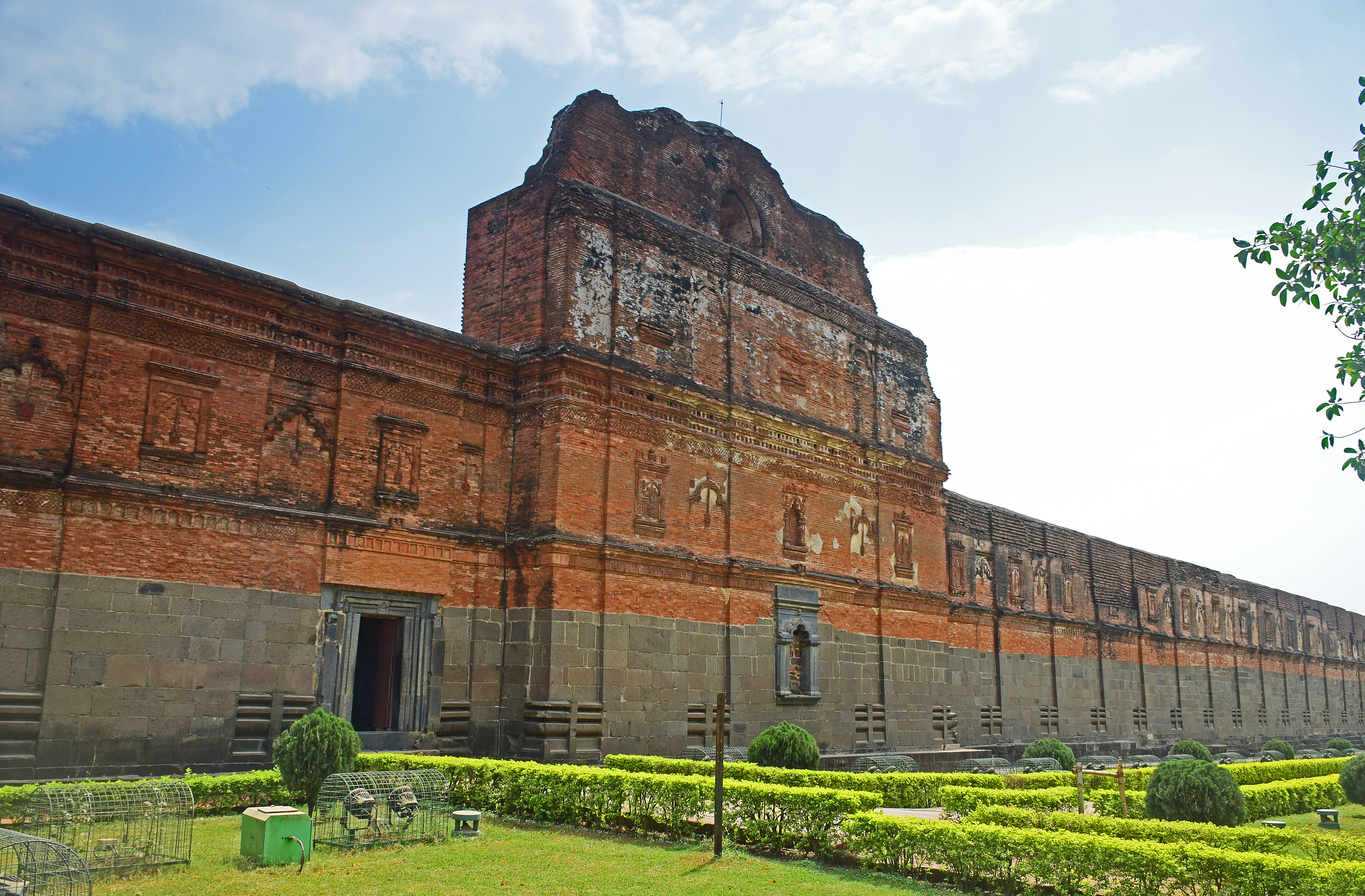
Nhà thờ Hồi giáo Adina, từng là nhà thờ Hồi giáo lớn nhất ở Nam Á, tại Pandua, thủ đô đầu tiên của Vương quốc Hồi giáo Bengal.

Cột trụ thứ ba trong số Năm Cột trụ của Hồi giáo tuyên bố rằng người Hồi giáo được yêu cầu phải dành khoảng một phần trăm tài sản của mình cho tổ chức bố thí như Zakat. Vì các nhà thờ Hồi giáo tạo thành trung tâm của các cộng đồng Hồi giáo, họ là nơi người Hồi giáo đến để tặng zakat và nếu cần thiết thì nhận nó. Trước ngày lễ Eid ul-Fitr, các nhà thờ Hồi giáo cũng thu thập một zakat đặc biệt được cho là để giúp đỡ người Hồi giáo nghèo tham dự các buổi cầu nguyện và lễ kỷ niệm liên quan đến ngày lễ.

### Tần suất tham dự
Tần suất mà người Hồi giáo tham dự các hoạt động của nhà thờ Hồi giáo rất khác nhau trên khắp thế giới. Ở một số quốc gia, việc tham dự hàng tuần tại các nơi thờ tự tôn giáo là phổ biến đối với người Hồi giáo trong khi ở những nước khác, việc tham dự là rất hiếm.
Ở Hoa Kỳ nói riêng, trong một nghiên cứu được thực hiện bởi Viện chính sách xã hội và sự hiểu biết, kết quả cho biết rằng người Mỹ Hồi giáo thường xuyên đến nhà thờ Hồi giáo có nhiều khả năng làm việc với các nước láng giềng để giải quyết các vấn đề cộng đồng (49 so với 30%), được đăng ký để bỏ phiếu (74 so với 49 phần trăm) và có kế hoạch bỏ phiếu (92 so với 81%). Nghiên cứu cũng chỉ ra rằng, không có mối tương quan nào giữa thái độ của người Hồi giáo đối với bạo lực và tần suất tham gia nhà thờ Hồi giáo của họ.
Khi nói đến việc tham gia nhà thờ Hồi giáo, dữ liệu cho thấy phụ nữ Hồi giáo Mỹ và đàn ông Hồi giáo Mỹ tham dự nhà thờ Hồi giáo với tỷ lệ tương tự (45% đối với nam và 35% đối với nữ). Ngoài ra, khi so sánh với công chúng nhìn vào sự tham dự của các dịch vụ tôn giáo, những người Mỹ Hồi giáo trẻ tuổi tham dự nhà thờ Hồi giáo với tỷ lệ gần hơn với người Mỹ Hồi giáo lớn tuổi.
| \| Tỷ lệ người Hồi giáo tham gia nhà thờ Hồi giáo ít nhất một lần một tuần, 2009–2012[49] \| Tỷ lệ người Hồi giáo tham gia nhà thờ Hồi giáo ít nhất một lần một tuần, 2009–2012[49] \| Tỷ lệ người Hồi giáo tham gia nhà thờ Hồi giáo ít nhất một lần một tuần, 2009–2012[49] \| Tỷ lệ người Hồi giáo tham gia nhà thờ Hồi giáo ít nhất một lần một tuần, 2009–2012[49] \| Tỷ lệ người Hồi giáo tham gia nhà thờ Hồi giáo ít nhất một lần một tuần, 2009–2012[49] \| \| -------------------------------------------------------------------------------------- \| -------------------------------------------------------------------------------------- \| -------------------------------------------------------------------------------------- \| -------------------------------------------------------------------------------------- \| -------------------------------------------------------------------------------------- \| \| Quốc gia \| Quốc gia \| \| Tỷ lệ phần trăm \| Tỷ lệ phần trăm \| \| Ghana \| Ghana \| \| 100% \| 100% \| \| Liberia \| Liberia \| \| 94% \| 94% \| \| Ethiopia \| Ethiopia \| \| 93% \| 93% \| \| Uganda \| Uganda \| \| 93% \| 93% \| \| Guinea-Bissau \| Guinea-Bissau \| \| 92% \| 92% \| \| Mozambique \| Mozambique \| \| 92% \| 92% \| \| Kenya \| Kenya \| \| 91% \| 91% \| \| Niger \| Niger \| \| 88% \| 88% \| \| Nigeria \| Nigeria \| \| 87% \| 87% \| \| Cộng hòa Dân chủ Congo \| Cộng hòa Dân chủ Congo \| \| 85% \| 85% \| \| Cameroon \| Cameroon \| \| 84% \| 84% \| \| Djibouti \| Djibouti \| \| 84% \| 84% \| \| Tanzania \| Tanzania \| \| 82% \| 82% \| \| Chad \| Chad \| \| 81% \| 81% \| \| Mali \| Mali \| \| 79% \| 79% \| \| Indonesia \| Indonesia \| \| 72% \| 72% \| \| Jordan \| Jordan \| \| 65% \| 65% \| \| Senegal \| Senegal \| \| 65% \| 65% \| \| Afghanistan \| Afghanistan \| \| 61% \| 61% \| \| Ai Cập \| Ai Cập \| \| 61% \| 61% \| \| Pakistan \| Pakistan \| \| 59% \| 59% \| \| Malaysia \| Malaysia \| \| 57% \| 57% \| \| Vương quốc Anh[note 1][50] \| Vương quốc Anh[note 1][50] \| \| 56% \| 56% \| \| Palestine \| Palestine \| \| 55% \| 55% \| \| Ma-rốc \| Ma-rốc \| \| 54% \| 54% \| \| Tây Ban Nha[51] \| Tây Ban Nha[51] \| \| 54% \| 54% \| \| Bangladesh \| Bangladesh \| \| 53% \| 53% \| \| Thái Lan[note 2] \| Thái Lan[note 2] \| \| 52% \| 52% \| \| Yemen[note 3][52] \| Yemen[note 3][52] \| \| 51% \| 51% \| \| Israel[note 4][53] \| Israel[note 4][53] \| \| 49% \| 49% \| \| Ý[54] \| Ý[54] \| \| 49% \| 49% \| \| Canada[note 5][55] \| Canada[note 5][55] \| \| 48% \| 48% \| \| Algérie[note 6][56] \| Algérie[note 6][56] \| \| 47% \| 47% \| \| Tunisia \| Tunisia \| \| 47% \| 47% \| \| Hoa Kỳ[57] \| Hoa Kỳ[57] \| \| 47% \| 47% \| \| Thổ Nhĩ Kỳ \| Thổ Nhĩ Kỳ \| \| 44% \| 44% \| \| Úc[note 7][58] \| Úc[note 7][58] \| \| 40% \| 40% \| \| Iraq \| Iraq \| \| 40% \| 40% \| \| Đức[note 8][59] \| Đức[note 8][59] \| \| 35% \| 35% \| \| Liban \| Liban \| \| 35% \| 35% \| \| Libya[note 9][52] \| Libya[note 9][52] \| \| 35% \| 35% \| \| Bosnia và Herzegovina \| Bosnia và Herzegovina \| \| 30% \| 30% \| \| Pháp[note 10][60] \| Pháp[note 10][60] \| \| 30% \| 30% \| \| Tajikistan \| Tajikistan \| \| 30% \| 30% \| \| Bỉ[54] \| Bỉ[54] \| \| 28% \| 28% \| \| Iran[note 11][56] \| Iran[note 11][56] \| \| 27% \| 27% \| \| Ả Rập Xê-út[note 12][56] \| Ả Rập Xê-út[note 12][56] \| \| 27% \| 27% \| \| Đan Mạch[61] \| Đan Mạch[61] \| \| 25% \| 25% \| \| Hà Lan[62] \| Hà Lan[62] \| \| 24% \| 24% \| \| Kyrgyzstan \| Kyrgyzstan \| \| 23% \| 23% \| \| Kosovo[a] \| Kosovo[a] \| \| 22% \| 22% \| \| Bulgaria[note 13][63] \| Bulgaria[note 13][63] \| \| 21% \| 21% \| \| Nga \| Nga \| \| 19% \| 19% \| \| Georgia[note 14][63] \| Georgia[note 14][63] \| \| 14% \| 14% \| \| Kazakhstan \| Kazakhstan \| \| 10% \| 10% \| \| Uzbekistan \| Uzbekistan \| \| 9% \| 9% \| \| Albania \| Albania \| \| 5% \| 5% \| \| Azerbaijan \| Azerbaijan \| \| 1% \| 1% \| |                        |  |                 |                 |
| Tỷ lệ người Hồi giáo tham gia nhà thờ Hồi giáo ít nhất một lần một tuần, 2009–2012 |                        |  |                 |                 |
| Quốc gia | Quốc gia               |  | Tỷ lệ phần trăm | Tỷ lệ phần trăm |
| Ghana | Ghana                  |  | 100%            | 100%            |
| Liberia | Liberia                |  | 94%             | 94%             |
| Ethiopia | Ethiopia               |  | 93%             | 93%             |
| Uganda | Uganda                 |  | 93%             | 93%             |
| Guinea-Bissau | Guinea-Bissau          |  | 92%             | 92%             |
| Mozambique | Mozambique             |  | 92%             | 92%             |
| Kenya | Kenya                  |  | 91%             | 91%             |
| Niger | Niger                  |  | 88%             | 88%             |
| Nigeria | Nigeria                |  | 87%             | 87%             |
| Cộng hòa Dân chủ Congo | Cộng hòa Dân chủ Congo |  | 85%             | 85%             |
| Cameroon | Cameroon               |  | 84%             | 84%             |
| Djibouti | Djibouti               |  | 84%             | 84%             |
| Tanzania | Tanzania               |  | 82%             | 82%             |
| Chad | Chad                   |  | 81%             | 81%             |
| Mali | Mali                   |  | 79%             | 79%             |
| Indonesia | Indonesia              |  | 72%             | 72%             |
| Jordan | Jordan                 |  | 65%             | 65%             |
| Senegal | Senegal                |  | 65%             | 65%             |
| Afghanistan | Afghanistan            |  | 61%             | 61%             |
| Ai Cập | Ai Cập                 |  | 61%             | 61%             |
| Pakistan | Pakistan               |  | 59%             | 59%             |
| Malaysia | Malaysia               |  | 57%             | 57%             |
| Vương quốc Anh | Vương quốc Anh         |  | 56%             | 56%             |
| Palestine | Palestine              |  | 55%             | 55%             |
| Ma-rốc | Ma-rốc                 |  | 54%             | 54%             |
| Tây Ban Nha | Tây Ban Nha            |  | 54%             | 54%             |
| Bangladesh | Bangladesh             |  | 53%             | 53%             |
| Thái Lan | Thái Lan               |  | 52%             | 52%             |
| Yemen | Yemen                  |  | 51%             | 51%             |
| Israel | Israel                 |  | 49%             | 49%             |
| Ý | Ý                      |  | 49%             | 49%             |
| Canada | Canada                 |  | 48%             | 48%             |
| Algérie | Algérie                |  | 47%             | 47%             |
| Tunisia | Tunisia                |  | 47%             | 47%             |
| Hoa Kỳ | Hoa Kỳ                 |  | 47%             | 47%             |
| Thổ Nhĩ Kỳ | Thổ Nhĩ Kỳ             |  | 44%             | 44%             |
| Úc | Úc                     |  | 40%             | 40%             |
| Iraq | Iraq                   |  | 40%             | 40%             |
| Đức | Đức                    |  | 35%             | 35%             |
| Liban | Liban                  |  | 35%             | 35%             |
| Libya | Libya                  |  | 35%             | 35%             |
| Bosnia và Herzegovina | Bosnia và Herzegovina  |  | 30%             | 30%             |
| Pháp | Pháp                   |  | 30%             | 30%             |
| Tajikistan | Tajikistan             |  | 30%             | 30%             |
| Bỉ | Bỉ                     |  | 28%             | 28%             |
| Iran | Iran                   |  | 27%             | 27%             |
| Ả Rập Xê-út | Ả Rập Xê-út            |  | 27%             | 27%             |
| Đan Mạch | Đan Mạch               |  | 25%             | 25%             |
| Hà Lan | Hà Lan                 |  | 24%             | 24%             |
| Kyrgyzstan | Kyrgyzstan             |  | 23%             | 23%             |
| Kosovo | Kosovo                 |  | 22%             | 22%             |
| Bulgaria | Bulgaria               |  | 21%             | 21%             |
| Nga | Nga                    |  | 19%             | 19%             |
| Georgia | Georgia                |  | 14%             | 14%             |
| Kazakhstan | Kazakhstan             |  | 10%             | 10%             |
| Uzbekistan | Uzbekistan             |  | 9%              | 9%              |
| Albania | Albania                |  | 5%              | 5%              |
| Azerbaijan | Azerbaijan             |  | 1%              | 1%              |

## Vai trò trong xã hội đương đại

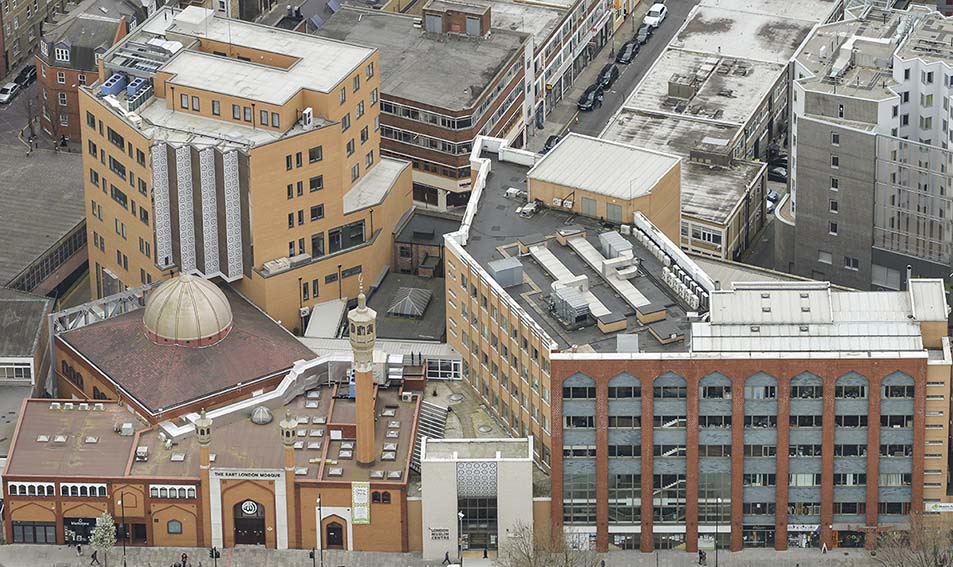
Nhà thờ Hồi giáo Đông London là một trong những nơi đầu tiên ở Anh được phép sử dụng loa để phát adhan

### Động viên chính trị
Cuối thế kỷ 20 chứng kiến sự gia tăng số lượng nhà thờ Hồi giáo được sử dụng cho mục đích chính trị. Trong khi một số chính phủ trong thế giới Hồi giáo đã cố gắng giới hạn nội dung của các bài giảng thứ Sáu đối với các chủ đề tôn giáo nghiêm ngặt, thì cũng có những nhà thuyết giáo độc lập đưa ra các khutba để giải quyết các vấn đề xã hội và chính trị, thường là về mặt cảm xúc. Các chủ đề phổ biến bao gồm sự bất bình đẳng xã hội, sự cần thiết của thánh chiến khi đối mặt với sự bất công, cuộc đấu tranh giữa thiện và ác mà phương Tây thường tượng trưng cho sự suy đồi đạo đức và tinh thần, và chỉ trích các nhà cai trị địa phương về tham nhũng và kém hiệu quả. Ở các quốc gia Hồi giáo như Bangladesh, Pakistan, Iran và Ả Rập Xê Út, các chủ đề chính trị được rao giảng bởi các imam tại các hội thánh Thứ Sáu một cách thường xuyên. Các nhà thờ Hồi giáo thường phục vụ như là điểm gặp gỡ của phe đối lập chính trị trong thời kỳ khủng hoảng.
Các quốc gia có dân số Hồi giáo thiểu số có nhiều khả năng hơn các quốc gia đa số Hồi giáo ở Đại Trung Đông sử dụng nhà thờ Hồi giáo như một cách để thúc đẩy sự tham gia của công dân. Các nghiên cứu về người Hồi giáo Hoa Kỳ đã liên tục chỉ ra mối tương quan tích cực giữa sự tham dự nhà thờ Hồi giáo và sự tham gia chính trị. Một số nghiên cứu kết nối sự tham gia của công dân đặc biệt với sự tham dự của nhà thờ Hồi giáo cho các hoạt động xã hội và tôn giáo khác ngoài cầu nguyện. Nhà thờ Hồi giáo Mỹ tổ chức đăng ký cử tri và thúc đẩy sự tham gia của công dân nhằm thúc đẩy người Hồi giáo, những người thường là người nhập cư thế hệ thứ nhất hoặc thứ hai, trong quá trình chính trị. Do những nỗ lực này cũng như những nỗ lực tại các nhà thờ Hồi giáo để thông báo cho người Hồi giáo về các vấn đề mà cộng đồng Hồi giáo phải đối mặt, những người phục vụ nhà thờ Hồi giáo thường xuyên tham gia vào các cuộc biểu tình, ký kiến nghị và tham gia vào chính trị. Nghiên cứu về sự tham gia của công dân Hồi giáo ở các nước phương Tây khác "ít kết luận hơn nhưng dường như chỉ ra xu hướng tương tự."

### Vai trò trong xung đột bạo lực

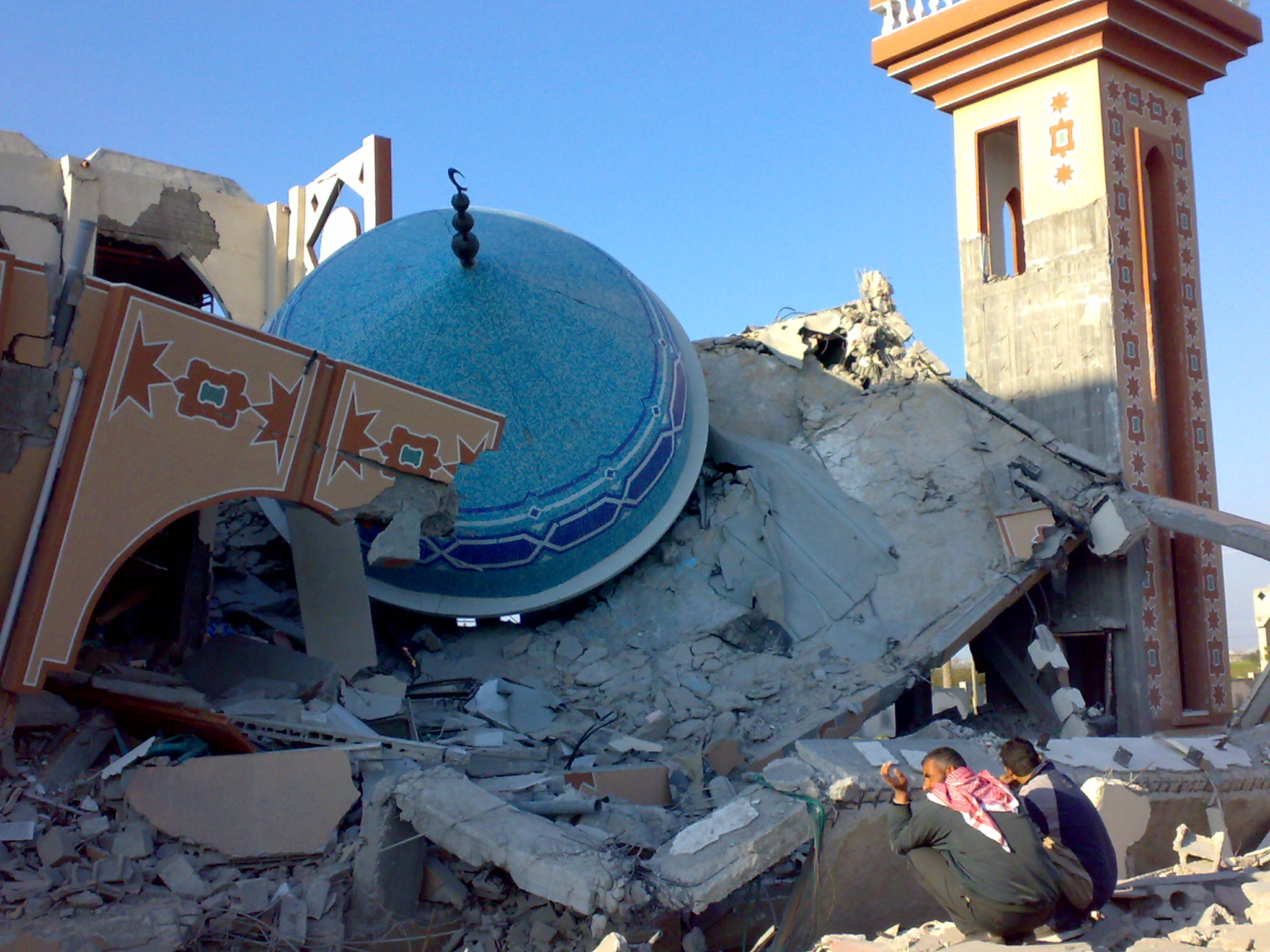
Nhà thờ Hồi giáo ở Gaza, bị phá hủy trong Chiến tranh Gaza năm 2009

Vì chúng được coi là quan trọng đối với cộng đồng Hồi giáo, giống như những nơi thờ cúng khác, các nhà thờ Hồi giáo có thể là trung tâm của các cuộc xung đột xã hội. Thánh đường Hồi giáo Babur là chủ đề của một cuộc xung đột như vậy cho đến đầu những năm 1990 khi nó bị phá hủy. Trước khi một giải pháp tương hỗ có thể được đưa ra, nhà thờ Hồi giáo đã bị phá hủy vào ngày 6 tháng 12 năm 1992 khi nhà thờ Hồi giáo được xây dựng bởi Babur được cho là trên địa điểm của một ngôi đền Hindu trước đây đánh dấu nơi sinh của Rama. Cuộc tranh cãi xung quanh nhà thờ Hồi giáo có liên quan trực tiếp đến bạo loạn ở Bombay (Mumbai ngày nay) cũng như vụ đánh bom năm 1993 đã giết chết 257 người.
Các vụ đánh bom vào tháng 2 năm 2006 và tháng 6 năm 2007 đã phá hủy nghiêm trọng Nhà thờ Hồi giáo al-Askari của Iraq và làm trầm trọng thêm căng thẳng hiện có. Các vụ đánh bom nhà thờ Hồi giáo khác ở Iraq, cả trước và sau vụ đánh bom tháng 2 năm 2006, là một phần của cuộc xung đột giữa các nhóm Hồi giáo ở nước này. Tuy nhiên, các vụ đánh bom nhà thờ Hồi giáo không chỉ có ở Iraq; vào tháng 6 năm 2005, một kẻ đánh bom tự sát đã giết chết ít nhất 19 người tại một nhà thờ Hồi giáo Shia ở Afghanistan gần Jade Maivand. Vào tháng 4 năm 2006, hai vụ nổ đã xảy ra tại Jama Masjid của Ấn Độ. Sau vụ đánh bom Nhà thờ Hồi giáo al-Askari ở Iraq, các giáo sĩ Hồi giáo và các nhà lãnh đạo Hồi giáo khác đã sử dụng nhà thờ Hồi giáo và những buổi cầu nguyện vào thứ Sáu như là phương tiện để kêu gọi bình tĩnh và hòa bình giữa lúc bạo lực lan rộng.
Một nghiên cứu năm 2005 chỉ ra rằng trong khi hỗ trợ cho các vụ đánh bom tự sát không tương quan với sự tận tâm cá nhân đối với Hồi giáo ở người Hồi giáo Palestine, thì nó lại tương quan với việc tham gia nhà thờ Hồi giáo vì "tham gia các nghi lễ tôn giáo dưới mọi hình thức có thể khuyến khích hỗ trợ cho các hành vi tự hy sinh được thực hiện cho lợi ích tập thể."
Sau vụ tấn công ngày 11 tháng 9, một số nhà thờ Hồi giáo Mỹ đã bị nhắm mục tiêu trong các cuộc tấn công từ phá hoại đơn giản đến đốt phá. Hơn nữa, Liên đoàn Quốc phòng Do Thái bị nghi ngờ âm mưu đánh bom Nhà thờ Hồi giáo Vua Fahd ở Thành phố Culver, California. Các cuộc tấn công tương tự xảy ra trên khắp Vương quốc Anh sau vụ đánh bom London ngày 7 tháng 7 năm 2005. Bên ngoài thế giới phương Tây, vào tháng 6 năm 2001, Nhà thờ Hồi giáo Hassan Bek là mục tiêu phá hoại và tấn công của hàng trăm người Israel sau khi một kẻ đánh bom tự sát giết chết 19 người trong một hộp đêm ở Tel Aviv. Mặc dù đi lễ ở nhà thờ rất được khuyến khích đối với nam giới, nhưng họ được phép ở nhà khi cảm thấy có nguy cơ từ cuộc đàn áp bài Hồi giáo.

### Ảnh hưởng của Saudi

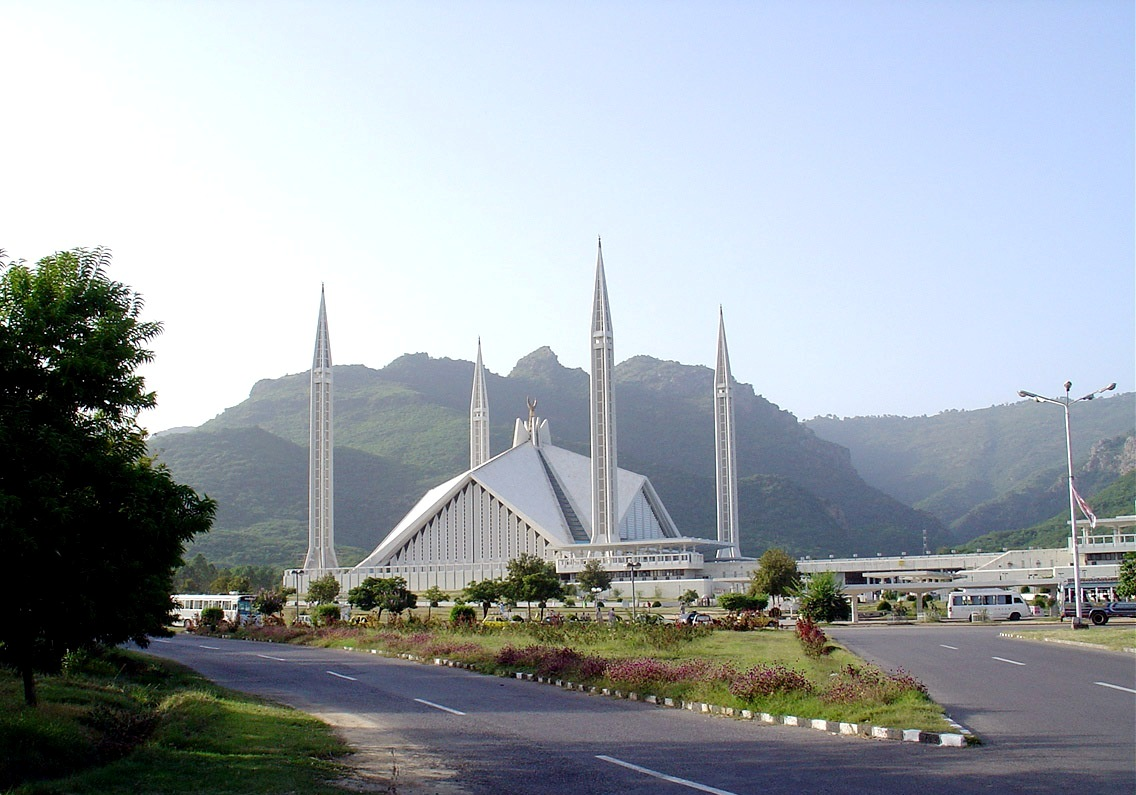
Được tài trợ bởi Vua Faisal của Ả Rập Saudi, Thánh đường Hồi giáo Faisal ở Islamabad là Thánh đường Hồi giáo lớn nhất ở Pakistan

Mặc dù sự tham gia của Saudi vào các nhà thờ Hồi giáo Sunni trên khắp thế giới có thể bắt nguồn từ những năm 1960, nhưng mãi đến thế kỷ 20, chính phủ Ả Rập Saudi mới có ảnh hưởng lớn trong các nhà thờ Hồi giáo Sunni nước ngoài. Bắt đầu từ những năm 1980, chính phủ Ả Rập Saudi bắt đầu tài trợ cho việc xây dựng nhà thờ Hồi giáo Sunni ở các nước trên thế giới. Ước tính 45 tỷ đô la Mỹ đã được chính phủ Ả Rập Saudi tài trợ cho các nhà thờ Hồi giáo và các trường Hồi giáo Sunni ở nước ngoài. Ain al-Yaqeen, một tờ báo của Saudi, đã báo cáo vào năm 2002 rằng các quỹ của Saudi có thể đã góp phần xây dựng tới 1.500 nhà thờ Hồi giáo và 2.000 trung tâm Hồi giáo khác.
Công dân Saudi cũng đã đóng góp đáng kể cho các nhà thờ Hồi giáo trong thế giới Hồi giáo, đặc biệt là ở các quốc gia nơi họ coi người Hồi giáo là người nghèo và bị áp bức. Sau khi Liên Xô sụp đổ năm 1991, các nhà thờ Hồi giáo ở Afghanistan bị chiến tranh tàn phá đã nhận nhiều đóng góp của công dân Saudi. Nhà thờ Hồi giáo Vua Fahd ở Thành phố Culver, California và Trung tâm Văn hóa Hồi giáo Ý ở Rome đại diện cho hai khoản đầu tư lớn nhất của Ả Rập Saudi vào các nhà thờ Hồi giáo nước ngoài khi cựu vương Ả Rập Saudi Fahd bin Abdul Aziz al-Saud đóng góp tương ứng 8 triệu USD và 50 triệu USD cho hai nhà thờ Hồi giáo.

### Tranh cãi chính trị
Ở thế giới phương Tây và đặc biệt là Hoa Kỳ, tâm lý chống Hồi giáo và chính sách đối nội được nhắm mục tiêu đã tạo ra những thách thức cho các nhà thờ Hồi giáo và những người muốn xây dựng chúng. Đã có sự giám sát của chính phủ và cảnh sát đối với các nhà thờ Hồi giáo ở Mỹ và các nỗ lực của địa phương nhằm cấm các nhà thờ Hồi giáo và các công trình xây dựng, mặc dù dữ liệu cho thấy trên thực tế, hầu hết người Mỹ phản đối việc cấm xây dựng nhà thờ Hồi giáo (79%) và giám sát nhà thờ Hồi giáo ở Hoa Kỳ (63%) như trong một nghiên cứu năm 2018 được thực hiện bởi Viện Chính sách và Hiểu biết xã hội.
Các quan chức Ninh Hạ đã được thông báo vào ngày 3 tháng 8 năm 2018 rằng Đại giáo đường Uy Châu sẽ bị phá hủy vì không nhận được giấy phép thích hợp trước khi xây dựng. Các quan chức trong thị trấn nói rằng nhà thờ Hồi giáo đã không được cấp giấy phép xây dựng thích hợp, bởi vì nó được xây dựng theo phong cách Trung Đông với nhiều mái vòm và tháp. Các cư dân của Quý Châu đã báo động lẫn nhau thông qua các phương tiện truyền thông xã hội và cuối cùng đã ngăn chặn sự phá hủy nhà thờ Hồi giáo bằng các cuộc biểu tình công cộng.

## Kiến trúc

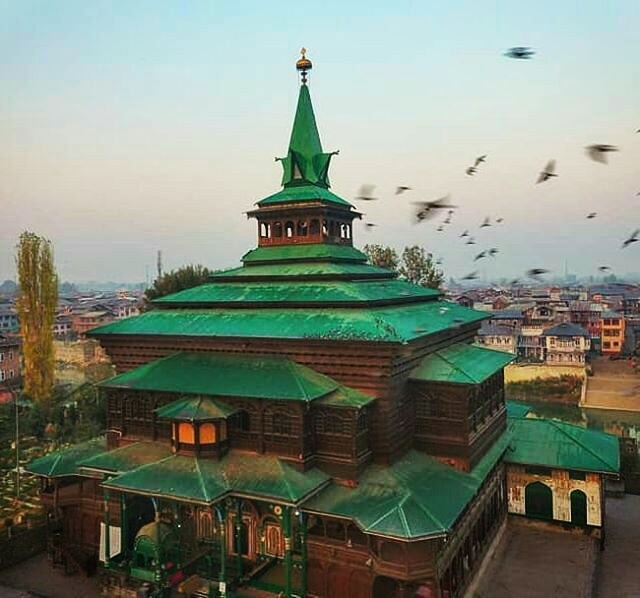
Một nhà thờ Hồi giáo thế kỷ 14 của Mir Sayyid Ali Hamadani ở Srinagar, Kashmir

### Phong cách

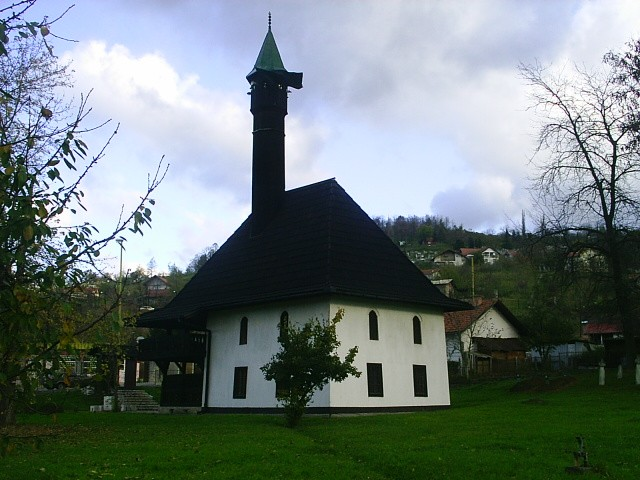
Huseina Čauša džamija (a.k.a. Džindijska), Thánh đường Hồi giáo bằng gỗ truyền thống thế kỷ 17 tại Tuzla, Bosnia và Herzegovina

Nhà thờ Hồi giáo theo quy hoạch Ả Rập hoặc hypostyle là loại nhà thờ Hồi giáo sớm nhất, đi tiên phong dưới triều đại Umayyad. Những nhà thờ Hồi giáo này có các kế hoạch hình vuông hoặc hình chữ nhật với một sân trong và phòng cầu nguyện có mái che. Trong lịch sử, ở vùng khí hậu Trung Đông và Địa Trung Hải ấm áp, sân được phục vụ để chứa số lượng lớn tín đồ trong những buổi cầu nguyện thứ Sáu. Hầu hết các nhà thờ Hồi giáo hypostyle đầu tiên có mái bằng trên các phòng cầu nguyện, đòi hỏi phải sử dụng nhiều cột trụ và cấu trúc hỗ trợ. Một trong những nhà thờ Hồi giáo hypostyle đáng chú ý nhất là Đại Giáo đường Cordoba ở Tây Ban Nha, tòa nhà được hỗ trợ bởi hơn 850 cột. Thông thường, các nhà thờ Hồi giáo hypostyle có các dãy mái vòm bên ngoài để du khách có thể tận hưởng bóng râm. Nhà thờ Hồi giáo theo quy hoạch Ả Rập được xây dựng chủ yếu dưới các triều đại Umayyad và Abbas; tuy nhiên, sau đó, sự đơn giản của quy hoạch Ả Rập đã hạn chế các cơ hội phát triển hơn nữa, do đó các nhà thờ Hồi giáo mất dần sự phổ biến.
Sự khởi đầu đầu tiên trong thiết kế nhà thờ Hồi giáo bắt đầu ở Ba Tư (Iran). Người Ba Tư đã được thừa hưởng một di sản kiến trúc phong phú từ các triều đại Ba Tư trước đó và họ bắt đầu kết hợp các yếu tố từ các thiết kế Parthia và Sassan trước đó vào nhà thờ Hồi giáo của họ, chịu ảnh hưởng của các tòa nhà như Cung điện Ardashir và Cung điện Sarvestan. Do đó, kiến trúc Hồi giáo đã chứng kiến sự ra đời của các cấu trúc như mái vòm và lối vào lớn, cong, được gọi là iwan. Trong thời kỳ Seljuq cai trị, khi chủ nghĩa thần bí Hồi giáo đang gia tăng, sự sắp xếp bốn iwan đã hình thành. Định dạng bốn iwan, được hoàn thiện ở thời Seljuq và sau đó được những người Safavid thừa kế, đã thiết lập vững chắc mặt tiền sân của các nhà thờ Hồi giáo này, với các cổng cao chót vót ở mọi phía, quan trọng hơn chính các tòa nhà thực tế. Chúng thường có hình dạng của một sân trung tâm hình vuông với các lối vào lớn ở mỗi bên, tạo ấn tượng về các cổng vào thế giới tâm linh. Người Ba Tư cũng giới thiệu các khu vườn Ba Tư vào các thiết kế nhà thờ Hồi giáo. Chẳng mấy chốc, một phong cách nhà thờ Hồi giáo khác biệt của Ba Tư bắt đầu xuất hiện sẽ ảnh hưởng đáng kể đến các thiết kế nhà thờ Hồi giáo của triều đại Timurid và cả Mughal sau này.
Người Ottoman đã giới thiệu các nhà thờ Hồi giáo mái vòm trung tâm vào thế kỷ 15. Những nhà thờ Hồi giáo này có một mái vòm lớn tập trung ở phía trên phòng cầu nguyện. Ngoài việc có một mái vòm trung tâm lớn, một đặc điểm chung là các mái vòm nhỏ hơn tồn tại ngoài trung tâm trên phòng cầu nguyện hoặc trong suốt phần còn lại của nhà thờ Hồi giáo, nơi mà việc cầu nguyện không được thực hiện. Phong cách này bị ảnh hưởng nặng nề bởi kiến trúc Byzantine với việc sử dụng các vòm lớn ở trung tâm. Nhà thờ Hồi giáo của Hajja Soad có hình dạng kim tự tháp. Đó là một phong cách sáng tạo trong kiến trúc Hồi giáo.
Nhà thờ Hồi giáo Faisal ở Islamabad, Pakistan có thiết kế tương đối khác thường, hợp nhất các đường nét đương đại với vẻ ngoài truyền thống hơn của một chiếc lều của người Bedouin Ả Rập, với phòng cầu nguyện hình tam giác lớn và bốn tháp. Tuy nhiên, không giống như các thiết kế nhà thờ Hồi giáo truyền thống, nó thiếu mái vòm. Kiến trúc của nhà thờ Hồi giáo là một khởi đầu từ lịch sử lâu dài của kiến trúc Hồi giáo Nam Á.
Nhà thờ Hồi giáo được xây dựng ở Đông Nam Á thường đại diện cho kiến trúc theo phong cách Indonesia-Java, khác với kiến trúc được tìm thấy trên khắp Trung Đông. Những cái được tìm thấy ở châu Âu và Bắc Mỹ dường như có nhiều phong cách khác nhau nhưng hầu hết được xây dựng theo thiết kế kiến trúc phương Tây, một số là nhà thờ cũ hoặc các tòa nhà khác được sử dụng bởi những người không theo đạo Hồi. Ở Châu Phi, hầu hết các nhà thờ Hồi giáo đều cũ nhưng những nhà thờ mới được xây dựng theo mô phỏng của Trung Đông. Điều này có thể được nhìn thấy trong Nhà thờ Hồi giáo Quốc gia Abuja ở Nigeria và những nơi khác.

### Tháp

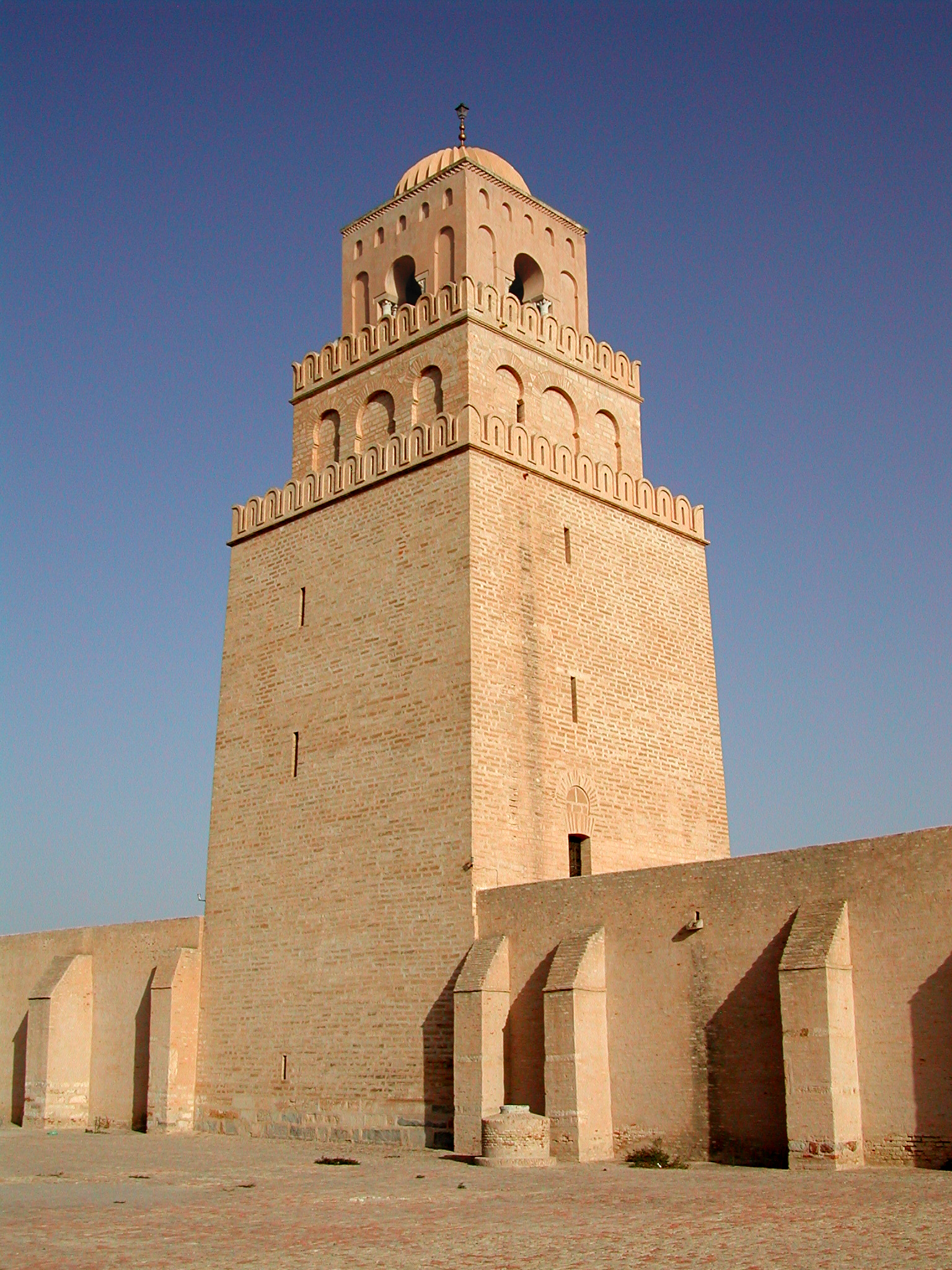
Tháp đứng lâu đời nhất trên thế giới tại Đại Giáo đường Kairouan, Tunisia

Một đặc điểm chung trong các nhà thờ Hồi giáo là tháp, tháp cao, thanh mảnh thường nằm ở một trong các góc của cấu trúc nhà thờ Hồi giáo. Đỉnh của tháp luôn là điểm cao nhất trong các nhà thờ Hồi giáo có một, và thường là điểm cao nhất trong khu vực trực tiếp. Tháp nhọn cao nhất thế giới được đặt tại Nhà thờ Hồi giáo Hassan II ở Casablanca, Morocco. Nó có chiều cao 210 mét (689 ft) và hoàn thành vào năm 1993 theo thiết kế của Michel Pinseau. Các nhà thờ Hồi giáo đầu tiên không có tháp, và thậm chí ngày nay các phong trào Hồi giáo bảo thủ nhất như Wahhabis tránh xây dựng các tháp, coi chúng là phô trương và nguy hiểm trong trường hợp sụp đổ. Ở Basra dưới triều đại của caliph thứ hai nhà Umayyad Muawiyah I. Muawiyah khuyến khích xây dựng các tháp vì nó được cho là mang các nhà thờ Hồi giáo ngang tầm với các tháp chuông của nhà thờ Thiên chúa giáo. Do đó, các kiến trúc sư nhà thờ Hồi giáo đã mượn hình dạng của tháp chuông cho các tháp của họ, được sử dụng cho mục đích chủ yếu giống như mục đích gọi là tín hữu cầu nguyện. Tòa tháp đứng lâu đời nhất trên thế giới là tháp của Đại Giáo đường Kairouan ở Tunisia, được xây dựng từ thế kỷ thứ 8 đến thế kỷ thứ 9, đây là một tòa tháp vuông khổng lồ bao gồm ba tầng xếp chồng lên nhau dốc lên dần.
Trước năm buổi cầu nguyện hàng ngày bắt buộc, một Mu'azzin (tiếng Ả Rập: مُـؤَذِّن) kêu gọi những người thờ phượng cầu nguyện từ tháp. Ở nhiều quốc gia như Singapore, nơi người Hồi giáo không chiếm đa số, các nhà thờ Hồi giáo bị cấm phát thanh to tiếng Adhān (tiếng Ả Rập: أَذَان, Call to Prayer), mặc dù điều này được cho là nói to với cộng đồng xung quanh. Adhan được yêu cầu trước mỗi buổi cầu nguyện. Tuy nhiên, gần như mọi nhà thờ Hồi giáo đều dùng một muezzin cho mỗi buổi cầu nguyện để nói adhan vì đó là một thực hành được đề nghị hoặc Sunnah (tiếng Ả Rập: سُـنَّـة) của nhà tiên tri Hồi giáo Muhammad. Tại các nhà thờ Hồi giáo không có tháp, adhan được gọi từ bên trong nhà thờ Hồi giáo hoặc một nơi nào khác trên mặt đất. Iqama (tiếng Ả Rập: إِقَـامَـة), tương tự như adhan và được tuyên bố ngay trước khi bắt đầu cầu nguyện, thường không được tuyên bố từ tháp ngay cả khi một nhà thờ Hồi giáo có tháp.

### Mihrab

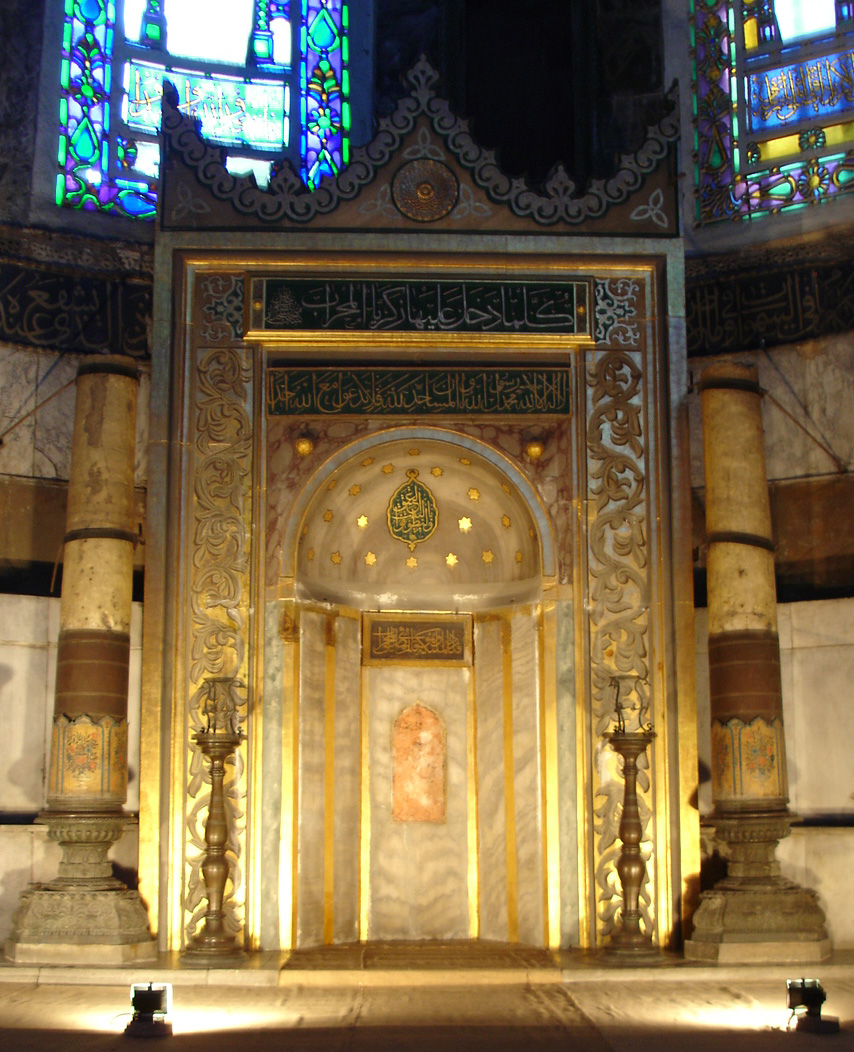
Mihrab ở Hagia Sophia, Istanbul, Thổ Nhĩ Kỳ

Miḥrāb, cũng được đánh vần là mehrab là một hốc hình bán nguyệt trong bức tường của một nhà thờ Hồi giáo chỉ Qibla (hướng Kaaba) ở Mecca, và do đó hướng mà người Hồi giáo nên đối mặt khi cầu nguyện. Bức tường trong đó một mihrab xuất hiện là "bức tường qibla". Mihrab không nên bị nhầm lẫn với minbar, đó là nền cao mà từ đó một Imam (người dẫn dắt cầu nguyện) diễn thuyết trước giáo đoàn.

### Mái vòm
Các mái vòm, thường được đặt ngay phía trên phòng cầu nguyện chính, có thể biểu thị các vòm trời và Thiên đường. Theo thời gian, các mái vòm đã phát triển, từ việc chiếm một phần nhỏ của mái nhà gần mihrab đến bao quanh toàn bộ mái nhà phía trên phòng cầu nguyện. Mặc dù các mái vòm thường có hình dạng của một bán cầu nhưng người Mughal ở Ấn Độ đã phổ biến các mái vòm hình củ hành ở Nam Á đã trở thành đặc trưng của kiểu vòm kiến trúc Ả Rập. Một số nhà thờ Hồi giáo có nhiều mái vòm nhỏ hơn ngoài mái vòm lớn nằm ở trung tâm.

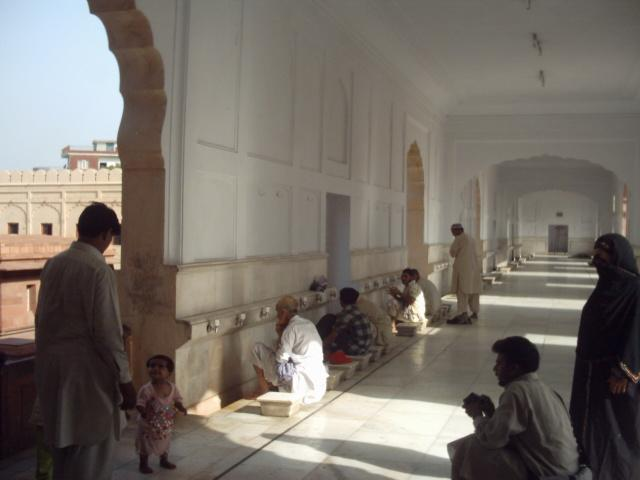
Khu vực wudu ("rửa tội"), nơi người Hồi giáo rửa tay, cẳng tay, mặt và chân trước khi cầu nguyện. Ví dụ từ Thánh đường Hồi giáo Badshahi, Lahore, Pakistan

## Các thánh đường lớn nhất thế giới
Dưới đây là một số thánh đường lớn nhất thế giới.
| Danh sách những Thánh đường Hồi giáo lớn nhất thế giới                                                           | Danh sách những Thánh đường Hồi giáo lớn nhất thế giới | Danh sách những Thánh đường Hồi giáo lớn nhất thế giới | Danh sách những Thánh đường Hồi giáo lớn nhất thế giới | Danh sách những Thánh đường Hồi giáo lớn nhất thế giới | Danh sách những Thánh đường Hồi giáo lớn nhất thế giới | Danh sách những Thánh đường Hồi giáo lớn nhất thế giới | Danh sách những Thánh đường Hồi giáo lớn nhất thế giới | Danh sách những Thánh đường Hồi giáo lớn nhất thế giới                                                                                                   | Danh sách những Thánh đường Hồi giáo lớn nhất thế giới | Danh sách những Thánh đường Hồi giáo lớn nhất thế giới |
| Masjid al-Haram xxxx135px\|link=Istiqlal Mosque]] Nhà thờ Hồi giáo Istiqlal Nhà thờ Hồi giáo Faisal Baitul Futuh | Xếp hạng                                               | Thánh đường                                            | Vị trí                                                 | Sức chứa                                               | Diện tích (m²)                                         | Năm                                                    | Dòng                                                   | · Masjid al-Nabawi · Đền thờ Imam Ridhā · Tập tin:Morocco Africa Flickr Rosino December 2005 82664690.jpg · Nhà thờ Hồi giáo Hassan II · Masjid-e-Aqsa · |                                                        |                                                        |
| --- | ------------------------------------------------------ | ------------------------------------------------------ | ------------------------------------------------------ | ------------------------------------------------------ | ------------------------------------------------------ | ------------------------------------------------------ | ------------------------------------------------------ | --- | ------------------------------------------------------ | ------------------------------------------------------ |
| Masjid al-Haram xxxx135px\|link=Istiqlal Mosque]] Nhà thờ Hồi giáo Istiqlal Nhà thờ Hồi giáo Faisal Baitul Futuh | 1                                                      | Masjid al-Haram                                        | Mecca, Tỉnh Makkah, Ả Rập Xê Út                        | 4,000.000 *                                            | 400,800                                                | 638                                                    | Sunni                                                  | · Masjid al-Nabawi · Đền thờ Imam Ridhā · Tập tin:Morocco Africa Flickr Rosino December 2005 82664690.jpg · Nhà thờ Hồi giáo Hassan II · Masjid-e-Aqsa · |                                                        |                                                        |
| Masjid al-Haram xxxx135px\|link=Istiqlal Mosque]] Nhà thờ Hồi giáo Istiqlal Nhà thờ Hồi giáo Faisal Baitul Futuh | 2                                                      | Masjid al-Nabawi                                       | Medina, Tỉnh Al Madinah, Ả Rập Xê Út                   | 1.000.000 *                                            | 400.500                                                | 622                                                    | Sunni                                                  | · Masjid al-Nabawi · Đền thờ Imam Ridhā · Tập tin:Morocco Africa Flickr Rosino December 2005 82664690.jpg · Nhà thờ Hồi giáo Hassan II · Masjid-e-Aqsa · |                                                        |                                                        |
| Masjid al-Haram xxxx135px\|link=Istiqlal Mosque]] Nhà thờ Hồi giáo Istiqlal Nhà thờ Hồi giáo Faisal Baitul Futuh | 3                                                      | Imam Ridhā shrine                                      | Mashhad, Razavi Khorasan, Iran                         | 700.000                                                | 598,657                                                | 818                                                    | Shia                                                   | · Masjid al-Nabawi · Đền thờ Imam Ridhā · Tập tin:Morocco Africa Flickr Rosino December 2005 82664690.jpg · Nhà thờ Hồi giáo Hassan II · Masjid-e-Aqsa · |                                                        |                                                        |
| Masjid al-Haram xxxx135px\|link=Istiqlal Mosque]] Nhà thờ Hồi giáo Istiqlal Nhà thờ Hồi giáo Faisal Baitul Futuh | 4                                                      | Istiqlal Mosque                                        | Jakarta, Tỉnh Jakarta, Indonesia                       | 120.000                                                | 95,000                                                 | 1978                                                   | Sunni                                                  | · Masjid al-Nabawi · Đền thờ Imam Ridhā · Tập tin:Morocco Africa Flickr Rosino December 2005 82664690.jpg · Nhà thờ Hồi giáo Hassan II · Masjid-e-Aqsa · |                                                        |                                                        |
| Masjid al-Haram xxxx135px\|link=Istiqlal Mosque]] Nhà thờ Hồi giáo Istiqlal Nhà thờ Hồi giáo Faisal Baitul Futuh | 5                                                      | Nhà thờ Hồi giáo Hassan II                             | Casablanca, Gharb-Chrarda-Béni Hssen, Maroc            | 105,000                                                | 90.000                                                 | 1993                                                   | Sunni                                                  | · Masjid al-Nabawi · Đền thờ Imam Ridhā · Tập tin:Morocco Africa Flickr Rosino December 2005 82664690.jpg · Nhà thờ Hồi giáo Hassan II · Masjid-e-Aqsa · |                                                        |                                                        |
| Masjid al-Haram xxxx135px\|link=Istiqlal Mosque]] Nhà thờ Hồi giáo Istiqlal Nhà thờ Hồi giáo Faisal Baitul Futuh | 6                                                      | Nhà thờ Hồi giáo Faisal                                | Islamabad, Islamabad Capital Territory, Pakistan       | 74.000                                                 | 43,295.8                                               | 1986                                                   | Sunni                                                  | · Masjid al-Nabawi · Đền thờ Imam Ridhā · Tập tin:Morocco Africa Flickr Rosino December 2005 82664690.jpg · Nhà thờ Hồi giáo Hassan II · Masjid-e-Aqsa · |                                                        |                                                        |
| Masjid al-Haram xxxx135px\|link=Istiqlal Mosque]] Nhà thờ Hồi giáo Istiqlal Nhà thờ Hồi giáo Faisal Baitul Futuh | 7                                                      | Nhà thờ Hồi giáo Badshahi                              | Lahore, Punjab, Pakistan                               | 110.000                                                | 29,867.2                                               | 1678                                                   | Sunni                                                  | · Masjid al-Nabawi · Đền thờ Imam Ridhā · Tập tin:Morocco Africa Flickr Rosino December 2005 82664690.jpg · Nhà thờ Hồi giáo Hassan II · Masjid-e-Aqsa · |                                                        |                                                        |
| Masjid al-Haram xxxx135px\|link=Istiqlal Mosque]] Nhà thờ Hồi giáo Istiqlal Nhà thờ Hồi giáo Faisal Baitul Futuh | 8                                                      | Jama Masjid                                            | Delhi Cũ, Lãnh thổ Thủ đô Delhi, Ấn Độ                 | 85,000                                                 | —                                                      | 1656                                                   | Sunni                                                  | · Masjid al-Nabawi · Đền thờ Imam Ridhā · Tập tin:Morocco Africa Flickr Rosino December 2005 82664690.jpg · Nhà thờ Hồi giáo Hassan II · Masjid-e-Aqsa · |                                                        |                                                        |
| Masjid al-Haram xxxx135px\|link=Istiqlal Mosque]] Nhà thờ Hồi giáo Istiqlal Nhà thờ Hồi giáo Faisal Baitul Futuh | 9                                                      | Sheikh Zayed Mosque                                    | Abu Dhabi, Tiểu vương quốc Abu Dhabi, UAE              | 40.000                                                 | 22,000                                                 | 2007                                                   | Sunni                                                  | · Masjid al-Nabawi · Đền thờ Imam Ridhā · Tập tin:Morocco Africa Flickr Rosino December 2005 82664690.jpg · Nhà thờ Hồi giáo Hassan II · Masjid-e-Aqsa · |                                                        |                                                        |
| Masjid al-Haram xxxx135px\|link=Istiqlal Mosque]] Nhà thờ Hồi giáo Istiqlal Nhà thờ Hồi giáo Faisal Baitul Futuh | 10                                                     | Baitul Mukarram                                        | Dhaka, Phân khu Dhaka, Bangladesh                      | 30.000                                                 | —                                                      | 1960                                                   | Sunni                                                  | · Masjid al-Nabawi · Đền thờ Imam Ridhā · Tập tin:Morocco Africa Flickr Rosino December 2005 82664690.jpg · Nhà thờ Hồi giáo Hassan II · Masjid-e-Aqsa · |                                                        |                                                        |
| Masjid al-Haram xxxx135px\|link=Istiqlal Mosque]] Nhà thờ Hồi giáo Istiqlal Nhà thờ Hồi giáo Faisal Baitul Futuh | 11                                                     | Sultan Qaboos Mosque                                   | Muscat, Muscat Governorate, Oman                       | 20.000                                                 | —                                                      | 2001                                                   | Sunni                                                  | · Masjid al-Nabawi · Đền thờ Imam Ridhā · Tập tin:Morocco Africa Flickr Rosino December 2005 82664690.jpg · Nhà thờ Hồi giáo Hassan II · Masjid-e-Aqsa · |                                                        |                                                        |
| Masjid al-Haram xxxx135px\|link=Istiqlal Mosque]] Nhà thờ Hồi giáo Istiqlal Nhà thờ Hồi giáo Faisal Baitul Futuh | 12                                                     | Id Kah Mosque                                          | Kashgar, Tân Cương, Trung Quốc                         | 20.000                                                 | —                                                      | 1442                                                   | Sunni                                                  | · Masjid al-Nabawi · Đền thờ Imam Ridhā · Tập tin:Morocco Africa Flickr Rosino December 2005 82664690.jpg · Nhà thờ Hồi giáo Hassan II · Masjid-e-Aqsa · |                                                        |                                                        |
| Masjid al-Haram xxxx135px\|link=Istiqlal Mosque]] Nhà thờ Hồi giáo Istiqlal Nhà thờ Hồi giáo Faisal Baitul Futuh | 13                                                     | Masjid Negara                                          | Kuala Lumpur, Federal Territory, Malaysia              | 15,000                                                 | —                                                      | 1965                                                   | Sunni                                                  | · Masjid al-Nabawi · Đền thờ Imam Ridhā · Tập tin:Morocco Africa Flickr Rosino December 2005 82664690.jpg · Nhà thờ Hồi giáo Hassan II · Masjid-e-Aqsa · |                                                        |                                                        |
| Masjid al-Haram xxxx135px\|link=Istiqlal Mosque]] Nhà thờ Hồi giáo Istiqlal Nhà thờ Hồi giáo Faisal Baitul Futuh | 14                                                     | Masjid-e-Aqsa                                          | Rabwah, Pakistan                                       | 12,000                                                 | —                                                      | 1972                                                   | Ahmadiyya                                              | · Masjid al-Nabawi · Đền thờ Imam Ridhā · Tập tin:Morocco Africa Flickr Rosino December 2005 82664690.jpg · Nhà thờ Hồi giáo Hassan II · Masjid-e-Aqsa · |                                                        |                                                        |
| Masjid al-Haram xxxx135px\|link=Istiqlal Mosque]] Nhà thờ Hồi giáo Istiqlal Nhà thờ Hồi giáo Faisal Baitul Futuh | 15                                                     | Baitul Futuh                                           | Luân Đôn, Đại Luân Đôn, Vương quốc Anh                 | 10.000                                                 | —                                                      | 2003                                                   | Ahmadiyya                                              | · Masjid al-Nabawi · Đền thờ Imam Ridhā · Tập tin:Morocco Africa Flickr Rosino December 2005 82664690.jpg · Nhà thờ Hồi giáo Hassan II · Masjid-e-Aqsa · |                                                        |                                                        |
| Masjid al-Haram xxxx135px\|link=Istiqlal Mosque]] Nhà thờ Hồi giáo Istiqlal Nhà thờ Hồi giáo Faisal Baitul Futuh | 16                                                     | Nhà thờ Hồi giáo Sultan Ahmed                          | Istanbul, Istanbul Province, Thổ Nhĩ Kỳ                | 10.000                                                 | —                                                      | 1616                                                   | Sunni                                                  | · Masjid al-Nabawi · Đền thờ Imam Ridhā · Tập tin:Morocco Africa Flickr Rosino December 2005 82664690.jpg · Nhà thờ Hồi giáo Hassan II · Masjid-e-Aqsa · |                                                        |                                                        |
| Masjid al-Haram xxxx135px\|link=Istiqlal Mosque]] Nhà thờ Hồi giáo Istiqlal Nhà thờ Hồi giáo Faisal Baitul Futuh | 17                                                     | Al-Fateh Grand Mosque                                  | Manama, Capital Governorate, Bahrain                   | 7,000                                                  | —                                                      | 1987                                                   | Sunni                                                  | |                                                        |                                                        |
| Masjid al-Haram xxxx135px\|link=Istiqlal Mosque]] Nhà thờ Hồi giáo Istiqlal Nhà thờ Hồi giáo Faisal Baitul Futuh | 18                                                     | Masjid al-Aqsa                                         | Old City, Jerusalem, Israel / Palestinian territories  | 5,000                                                  | —                                                      | c.700                                                  | Sunni                                                  | |                                                        |                                                        |
| * Số liệu về sức chứa cho hai Thánh đường là sức chứa tối đa (trong giai đoạn Hajj).                             |                                                        |                                                        |                                                        |                                                        |                                                        |                                                        |                                                        | |                                                        |                                                        |